# Berlin-Hansaviertel

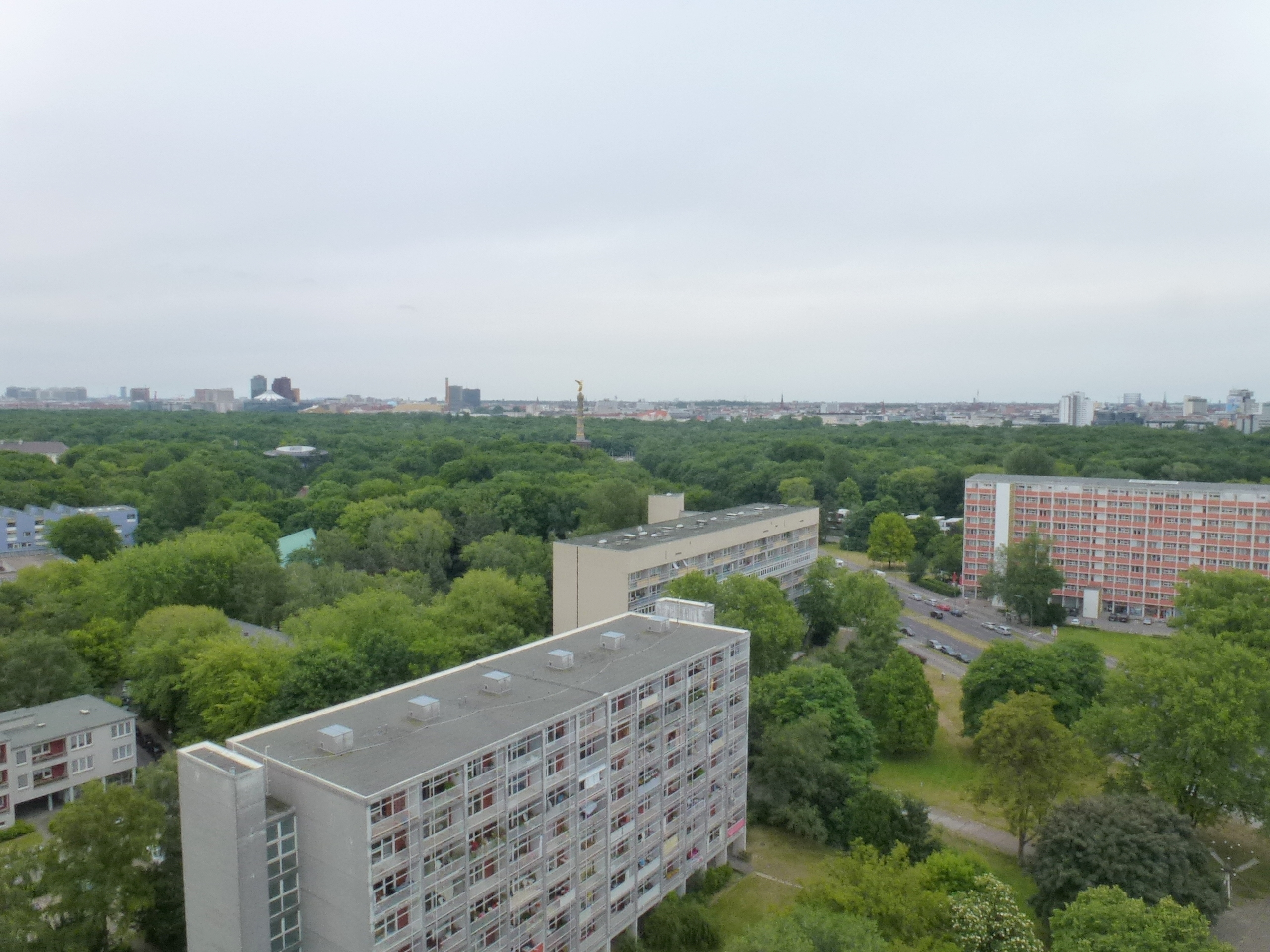
Hansaviertel am Rande des Großen Tiergartens

Das Hansaviertel oder Hansa-Viertel ist ein Ortsteil des Berliner Bezirks Mitte.
Die Bezeichnung bezieht sich auf vier sich überlappende Stadtgebiete:
1. Hansa-Viertel war die ursprüngliche Bezeichnung für ein 1874 gegründetes Wohngebiet zwischen der Spree und dem Großen Tiergarten. Der Name Hansa-Viertel wurde gewählt, um daran zu erinnern, dass das Bauquartier von der Berlin-Hamburger Immobiliengesellschaft „Hansa“ erschlossen wurde, der überwiegend Hamburger Unternehmer angehörten, dass das Gebiet durch den nahegelegenen Hamburger Bahnhof sowie über Spree und Elbe mit Hamburg verbunden war bzw. ist und schließlich daran, dass Berlin im 14. und 15. Jahrhundert dem Hanse-Bund angehörte. Etwa 90 Prozent der Häuser wurden im Zweiten Weltkrieg durch alliierte Luftangriffe zerstört.
2. Hansaviertel bezeichnet die Mustersiedlung Südliches Hansaviertel zwischen dem Großen Tiergarten und der Trasse der Stadtbahn. Das Südliche Hansaviertel wurde 1953 geplant und, im Rahmen der Internationalen Bauausstellung Interbau von 1957, in den Jahren von 1955 bis 1960 ausgeführt; es gilt als Demonstrationsobjekt moderner Stadtplanung und Architektur jener Zeit, der klassischen Moderne oder Nachkriegsmoderne. Nach 1957 wurde der Name Hansaviertel zum Synonym für das Südliche Hansaviertel.
3. Hansaviertel ist (wie auf der nebenstehenden Karte dargestellt) die Bezeichnung für einen Ortsteil im Sinne einer offiziellen Gliederungseinheit des Berliner Verwaltungsgebiets unterhalb der Ebene der Bezirke. Der Ortsteil existiert seit 2001 und gehört zum Bezirk Mitte. Das Areal deckt sich weitgehend mit dem des alten Hansa-Viertels von 1874. Der Ortsteil Hansaviertel ist der kleinstflächige der Berliner Ortsteile, dabei jedoch einer der am dichtesten besiedelten.
4. Hansaviertel ist der Name für ein Statistisches Gebiet von Berlin; es umfasst den Ortsteil Hansaviertel sowie einen Teil des Ortsteils Moabit und trägt die Gebietsnummer 003.

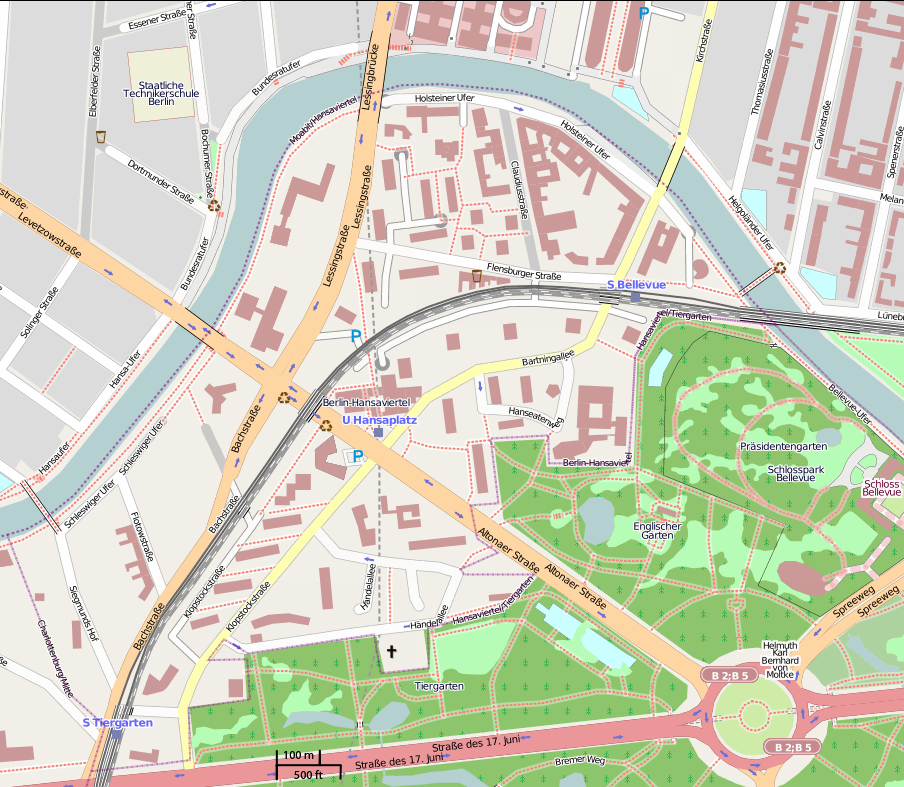
Übersichtsplan des Hansaviertels

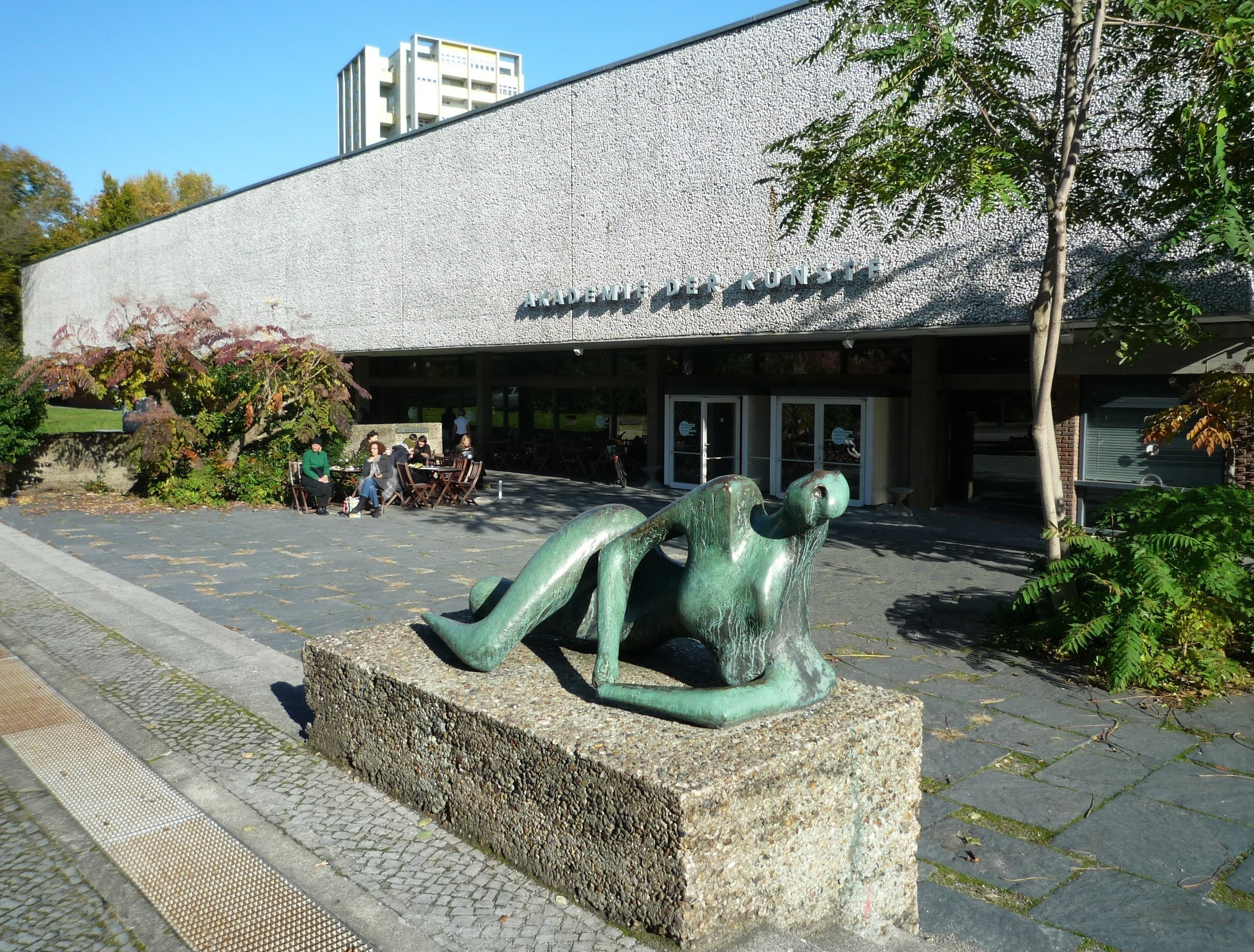
Akademie der Künste am Hanseatenweg

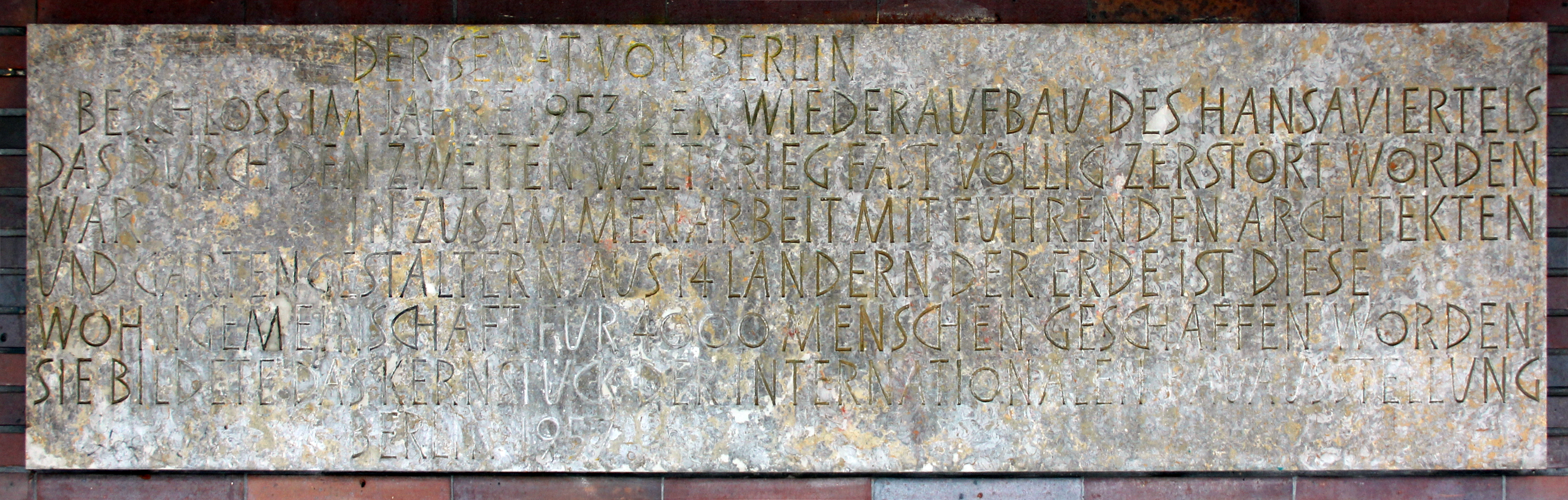
Gedenktafel am Hansaplatz

## Geographie
Der Ortsteil grenzt im Nordwesten, Norden und Nordosten an die Spree, im Osten und Süden an den Park von Schloss Bellevue sowie an den Großen Tiergarten, im äußersten Süden an die Straße des 17. Juni und im Südwesten an die Königliche Porzellan-Manufaktur sowie an das Gelände der Technischen Universität (die Straße Siegmunds Hof bildet die Grenze, sie gehört, mit allen Gebäuden, noch zum Ortsteil).
Der Ortsteil Hansaviertel grenzt an folgende anderen Berliner Ortsteile:
- im Nordwesten, Norden und Nordosten an Moabit im Bezirk Mitte,
- im Osten und Süden an den Tiergarten im Bezirk Mitte,
- im Südwesten an Charlottenburg im Bezirk Charlottenburg-Wilmersdorf.

Für bezirkliche Planungen wurden die Statistischen Gebiete durch die „lebensweltlich orientierten Räume“ (LOR) abgelöst. Im weitesten Sinne entsprechen sie den Kiezen. Das Planungsgebiet Hansaviertel (07) gehört zur Bezirksregion Moabit Ost (22) im Südwesten. Die Kennnummer 01 02 22 07 setzt sich 01 Bezirk Mitte und 02 für „Prognoseraum Moabit“ zusammen. Das Planungsgebiet umfasst von der Straße des 17. Juni beginnend auch den Bahnhof Tiergarten, im Uhrzeigersinn entlang der Bezirksgrenze, dem südlichen Spreeufer bis durch die Bahnbrücke und am Rand des Großen Tiergartens und das Grundstück der Akademie der Künste einschließend. Ohne den Englischen Garten geht die Führung über die Altonaer Straße umschließt das Eternit-Haus und die benachbarten Bauten zur Händelallee und an der Ostseite der Klopstockstraße zur Straße des 17. Juni. Die nördlichen Anlagen bleiben außen vor und der Kiezrand nach Westen stößt letztlich an die Bahnanlage.
Mit dieser Kennziffer des Planungsraums ist der Zugriff auf die halbjährlich veröffentlichten Sozialdaten möglich.
Die Fläche von Hansaviertel ist mit 534.475 m² angegeben. Von dieser Fläche sind 55,6 % der Wohnnutzung, 2,9 % Kerngebietsnutzung zugeordnet. 21,4 % sind Straßen und 11,0 % Ver- und Entsorgungseinrichtungen und 5,7 % als Verkehrsflächen ausgewiesen, 3,4 % als Park/Grünfläche. Die größte Einzel(grund)fläche mit 29,7 Hektar gilt der Wohnnutzung.

## Gliederung
Die quer durch den Ortsteil verlaufende Strecke der Stadtbahn gliedert ihn in ungefähr zwei gleich große Bereiche. Die Stadtbahnbögen werden für Gewerbezwecke genutzt, beispielsweise für Lagerräume und Werkstätten, aber auch für Gaststätten und Läden. Das Zentrum des Ortsteils ist der Hansaplatz.

## Merkmale
Charakteristische Merkmale des Ortsteils sind:
- Er ist ein Wohnviertel, der Anteil der Gewerbeflächen ist gering.
- Bei den Häusern handelt es sich überwiegend um Neubauten (darunter die Mustersiedlung Südliches Hansaviertel).
- Er liegt in der Nähe der Technischen Universität, der City West, des Kulturforums und des Parlaments- und Regierungsviertels.
- Er grenzt unmittelbar an zwei Erholungsgebiete, an den Großen Tiergarten und an die Spree mit ihren Spazier- und Radwegen.
- Er ist verkehrsmäßig gut eingebunden:
  - in den öffentlichen Personennahverkehr durch zwei S-Bahnhöfe der Stadtbahn und einen U-Bahnhof sowie durch die unmittelbare Nähe zum Bahnhof Zoologischer Garten und zum Hauptbahnhof,
  - in den Autoverkehr durch die Straße des 17. Juni, die eine seiner Grenzen bildet, sowie durch den Großen Stern, von dem er nur einige hundert Meter entfernt liegt.
- Er wird durch die Stadtbahn in zwei Hälften geteilt.
- An verschiedenen Stellen des Hansaviertels wird nach Erhebungen des Berliner Senats der Schwellenwert für chronischen Lärmstress überschritten, unter anderem entlang der Bahntrasse und der Hauptverkehrsstraßen (Altonaer Straße, Bachstraße, Lessingstraße und Bartningallee), wo die Beschallung im 24-Stunden-Durchschnitt höher als 65 dB(A) liegt.[2]
- Er besitzt einige Anziehungspunkte für Besucher aus anderen Teilen der Stadt und für Touristen: das Grips-Theater, das Südliche Hansaviertel und die Akademie der Künste am Hanseatenweg.

## Geschichte

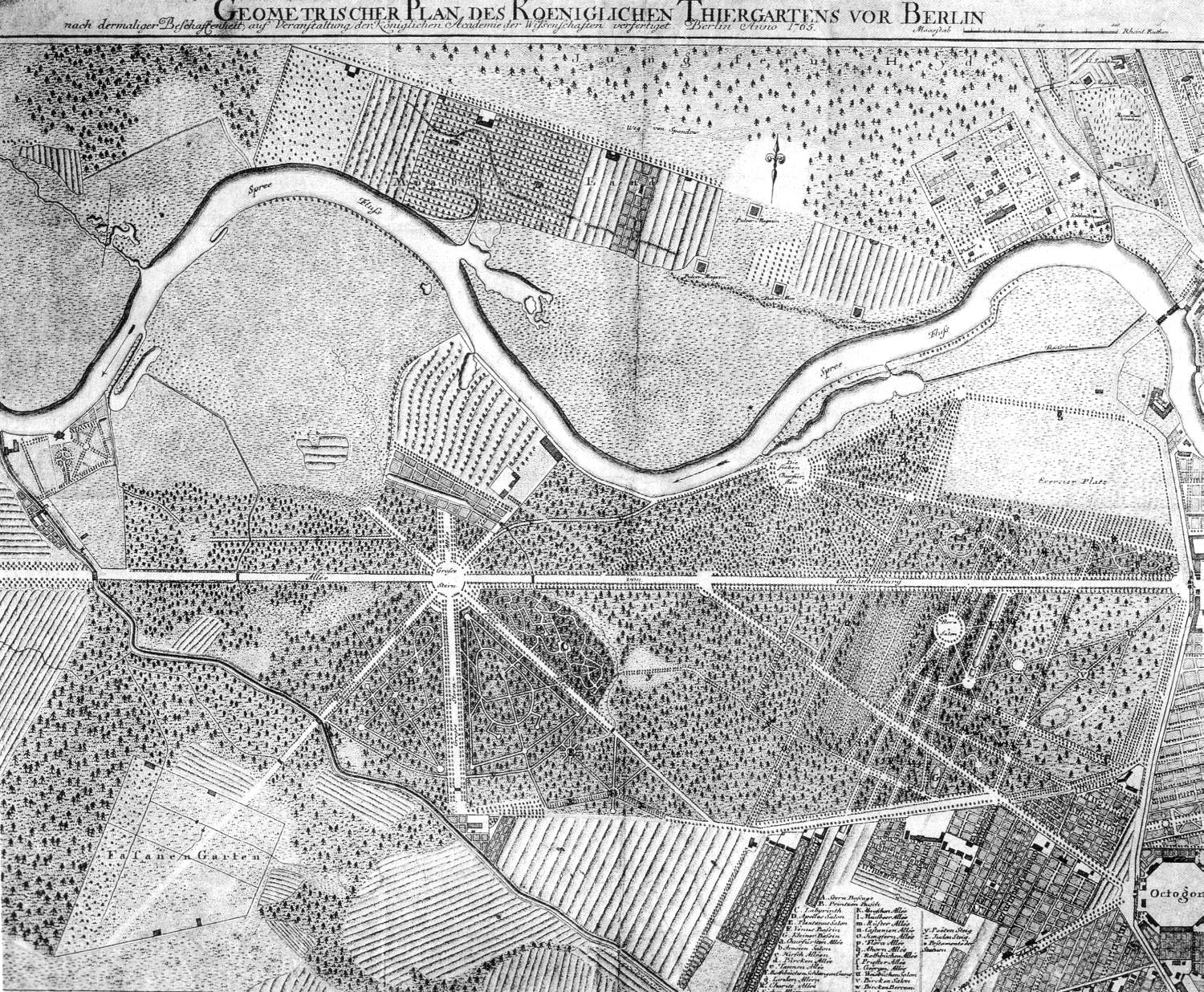
Plan des Tiergartens von 1765

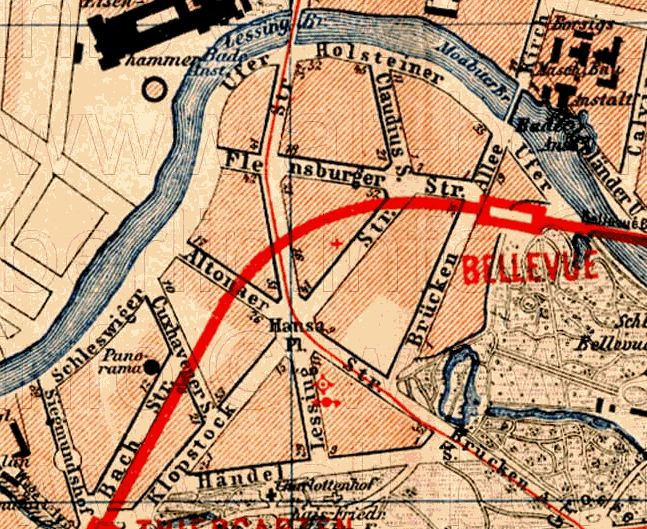
Straßenführung im alten Hansaviertel, 1893

Hansaviertel um 1900, hinten der Vorkriegsbau der Kaiser-Friedrich-Gedächtniskirche

### Altes Hansaviertel
Das 1874 gegründete Wohngebiet Hansaviertel gehörte bis 1920 zum Stadtteil Tiergarten, nach Gründung der Gemeinde Groß-Berlin zum Bezirk Tiergarten. Als Berlin im Ergebnis des Zweiten Weltkriegs unter den Alliierten aufgeteilt wurde, kam das Hansaviertel zum Britischen Sektor und blieb dort bis nach dem Mauerfall und zum Zusammenschluss mit Ost-Berlin 1990. Der Bezirk Tiergarten kannte keine Untergliederung in amtlich definierte Ortsteile.

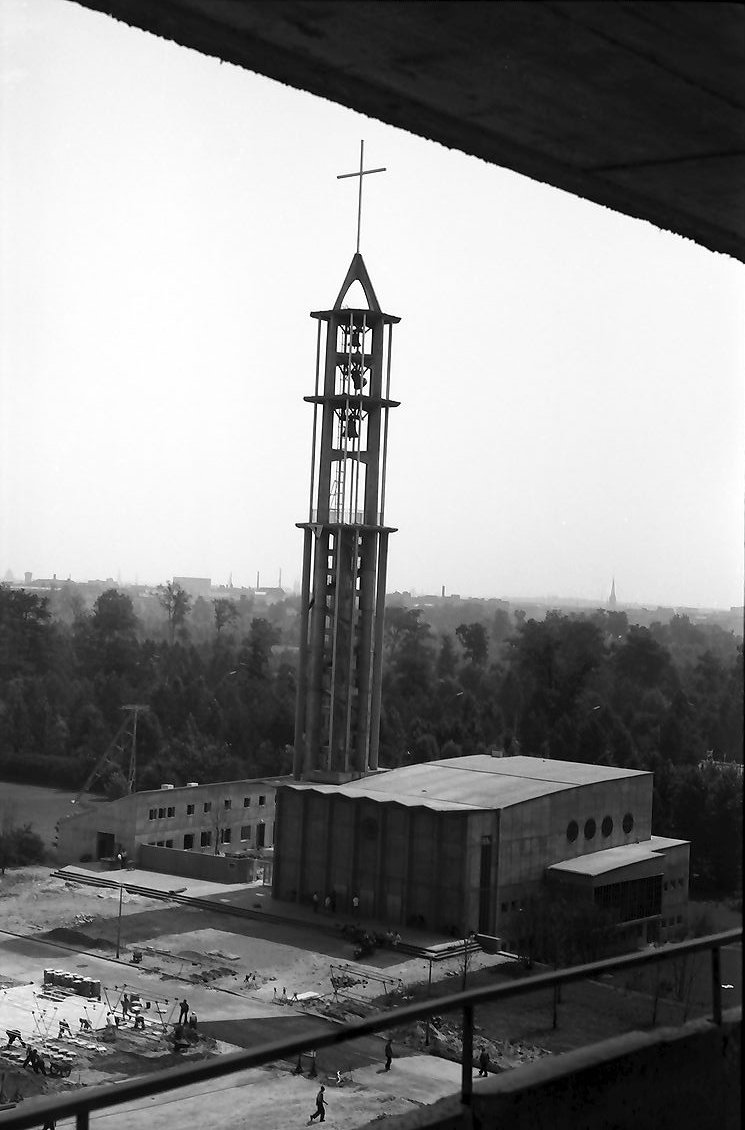
Wiederaufbau des Viertels und Neubau der Kirche im Rahmen der Interbau 1957

### Neues Hansaviertel
Erweiterungsbauten
Zwischen 1955 und 1960 wurde auf einem Teil des alten Wohngebiets die Mustersiedlung Südliches Hansaviertel errichtet, die damit ebenfalls zum Bezirk Tiergarten gehörte. Nach der Berliner Wiedervereinigung wurde die Berliner Verwaltungsreform eingeleitet; sie führte dazu, dass die alte Bezirksaufgliederung beseitigt wurde (Gebietsreformgesetz von 1998): Seit Anfang 2001 ist der bisherige Bezirk Tiergarten zum Ortsteil geworden, das Areal wurde dem neu zusammengesetzten Bezirk Mitte zugerechnet. Seither gehört das Wohngebiet Hansaviertel zum neuen Bezirk Mitte, nicht mehr zum Bezirk Tiergarten. Die Reform schuf neue Ortsteile in den neuen Bezirken; einer der sechs Ortsteile des Bezirks Mitte ist der Ortsteil Hansaviertel. Er trägt die Ortsteilnummer 0103 (wobei „01“ für den Bezirk 1 steht, den Bezirk Mitte). Das Areal des neuen Ortsteils Hansaviertel deckt sich weitgehend mit dem des alten, 1874 gegründeten Wohngebiets Hansa-Viertel. Die Mustersiedlung Südliches Hansaviertel ist seither eine Ortslage innerhalb des Ortsteils Hansaviertel im Bezirk Mitte.
Beschreibung
Das alte Hansa-Viertel wurde auf einem Wiesengelände errichtet, an dessen Rand einige Gastwirtschaften und Villen lagen. Das Gebiet trug den Namen Schöneberger Wiesen, da es 1762 an Schöneberger Bauern verkauft worden war. Zu den Villen gehörten
- das Wohnhaus des Seidenhändlers und Bankiers Johann Gottfried Siegmund (1792–1865) (im Bereich des heutigen Studentenwohnheims Siegmunds Hof),
- die Villa Finkenherd, ein 1824 nach Plänen von Karl Friedrich Schinkel gebautes Landhaus des Chirurgen Carl Ferdinand von Graefe, in dem 1828 der bekannte Augenarzt Albrecht von Graefe geboren wurde (die Villa lag westlich der heutigen Kaiser-Friedrich-Gedächtniskirche)
- die 1864–1865 im Siegmunds Hof 22 gebaute Villa Ende des Architekten und Bauunternehmers Hermann Ende im Cottage-Stil (auf dem Gebiet, das heute durch die Ecke Siegmunds Hof/Bach-/Wegelystraße gebildet wird). Wegen der in unmittelbarer Nähe errichteten S-Bahn-Strecke wurde das Haus jedoch bereits 1893 wieder abgetragen. 1892–1893 wurde eine fast identische Kopie der Villa in Potsdam als Villa Gericke gebaut.[3]

Das Viertel wurde 1874 gegründet. Für das Gebiet waren verschiedene Bebauungspläne eingereicht worden, und eine Königliche Order vom 21. März 1874 bestätigte den Plan der Berlin-Hamburger Immobiliengesellschaft. Der Gesellschaft gehörten überwiegend Hamburger Kaufleute an. Bereits 1882 kam es zur Liquidation; ehemalige Hamburger Teilhaber der Gesellschaft gründeten noch im selben Jahr die Baugesellschaft Bellevue, die das Projekt fortsetzte.
Der Bebauungsplan bezog sich auf ein Gebiet, das im Nordwesten, Norden und Nordosten durch die Spree begrenzt war, im Osten durch das Gelände des späteren Parks Bellevue, im Süden durch den Tiergarten und im Südwesten durch die Königliche Porzellan-Manufaktur in Charlottenburg. Der Plan legte fest, dass nicht mehr als zwei Obergeschosse gebaut werden sollten, dass Vorgärten anzulegen seien und dass die Straßen im südlichen Teil des Viertels einen sternförmigen Platz bilden sollten. Festgelegt wurden auch die Straßennamen, die allesamt – auch die Dichternamen – an die Hanse erinnern sollten – der Name Lessingstraße sollte an Lessings Hamburgische Dramaturgie erinnern usw. Die Bautätigkeit begann 1874/1875; 1879 wurde amtlich verkündet, dass ein neuer Bezirk gegründet worden sei, der die Bezeichnung Hansaplatz – Bezirk Nr. 211 erhalten habe. Dieser Name konnte sich nicht durchsetzen, ab Ende des Jahrhunderts war Hansa-Viertel die übliche Benennung. Etwa um die Wende zum 20. Jahrhundert war die Errichtung des neuen Wohngebiets abgeschlossen.
Das Zentrum bildete der Hansaplatz, an ihm kreuzten sich Klopstock-, Lessing- und Altonaer Straße sternförmig. Die ältere Brückenallee am östlichen Rand des Viertels wurde in den Straßenplan integriert. An ihr lagen die besten Grundstücke, auf denen Ein- und Mehrfamilienhäuser im Landhausstil errichtet wurden. Die restliche Bebauung bestand vorwiegend aus mehrgeschossigen Wohnhäusern. Auf königlichen Erlass hin durften bis 1910 im Hansaviertel keine Fabrik- und Gewerbebauten entstehen. Die Höhe der Gebäude war zwar auf drei Stockwerke beschränkt, viele Bauherren hielten sich jedoch nicht an diese Auflagen. Charakteristisch waren drei besonders repräsentativ gestaltete Hauptgeschosse, dazu ein Souterrain-Geschoss und ein Mansarden-Geschoss. Es entstand eine für Berlin typische Blockrandbebauung mit Seitengebäuden, Quergebäuden und Hinterhöfen.
Ab 1877 wurde durch das Hansa-Viertel der Viadukt der Stadtbahn geführt, die 1882 eröffnet wurde. Das Stadtquartier zerfiel so zwar in zwei Teile, was aber durch zahlreiche Unterführungen für das Zusammenleben nicht ins Gewicht fiel. Zudem war das Viertel ab 1885 durch die beiden Bahnhöfe Bellevue und Tiergarten mit dem Berliner Zentrum und dem nahegelegenen Charlottenburg verbunden.

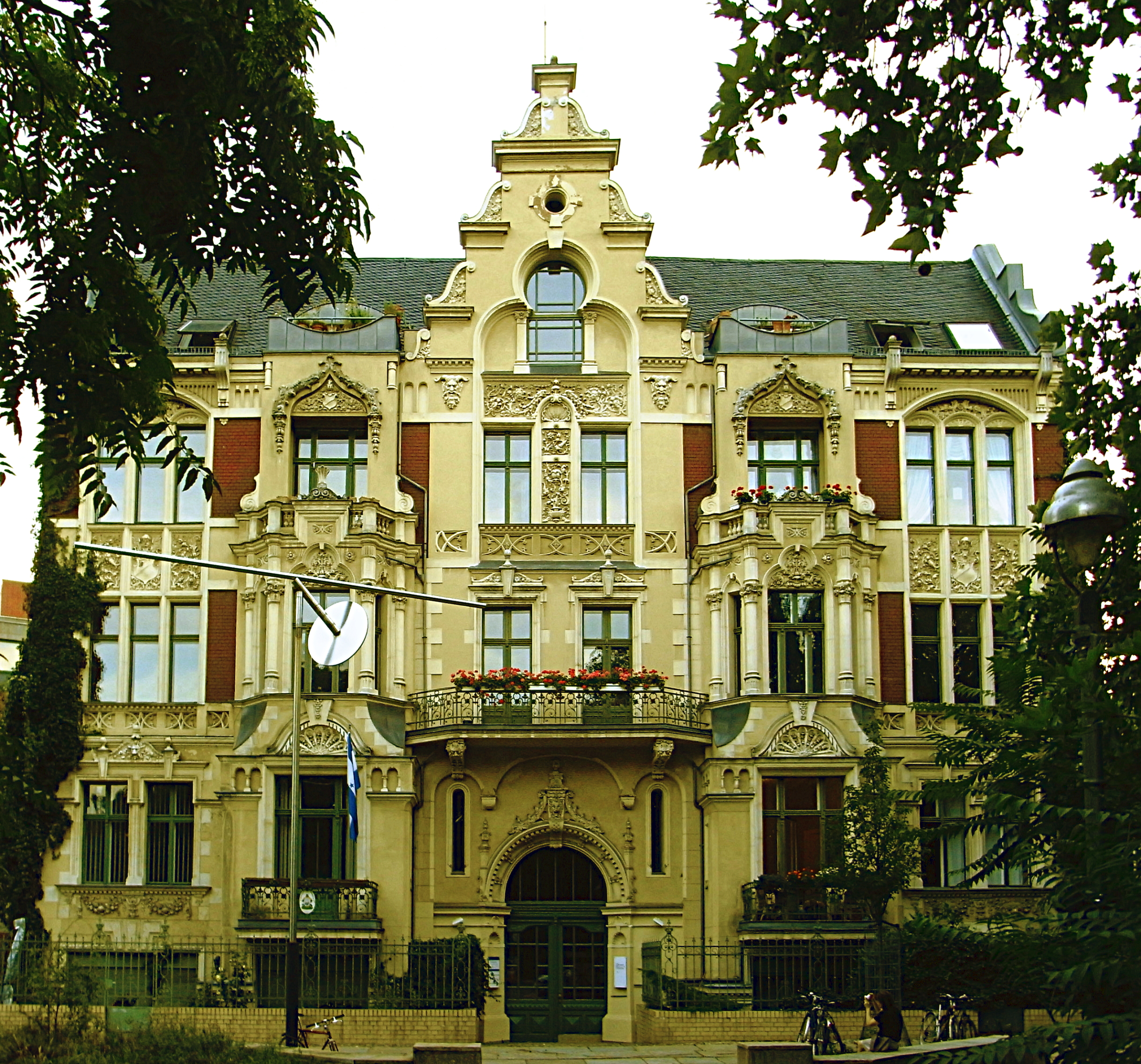
Cuxhavener Straße 14

Um 1900 hatte das Hansa-Viertel knapp 18.000 Einwohner; danach nahm die Einwohnerzahl weiter zu, genaue Zahlen gibt es nicht. Es war ein gutbürgerliches Wohnquartier von mittlerer Bevölkerungsdichte, in bewusstem Kontrast zu dem nördlich der Spree angrenzenden Arbeiterviertel Moabit. Die beiden größten Gruppen waren Unternehmer und Rentiers, sie stellten jeweils 20 Prozent der Einwohner. Etwa zehn Prozent waren Kleingewerbetreibende, sie unterhielten ihre Geschäftsräume überwiegend in den Tiefparterre-Geschossen, häufig hinter Vorgartenhecken verborgen; aus dieser Gruppe hat sich die Baumkuchen-Bäckerei G. Buchwald an der Moabiter Brücke bis heute erhalten. Hinzu kam eine große Zahl von Dienstpersonal wie Diener, Köche/Köchinnen und Kindermädchen. Hervorzuheben ist die große Anzahl von bildenden Künstlern und Schriftstellern; in Siegmunds Hof 11 stand ein Atelierhaus für Maler und Bildhauer, das unter anderem von Eugen Bracht und Käthe Kollwitz genutzt wurde. Der jüdische Bevölkerungsanteil lag bei etwa zehn Prozent.
Nahezu alle bedeutenden Architekten der Kaiserzeit haben im Hansa-Viertel Spuren hinterlassen, darunter Ernst von Ihne, Hans Grisebach, Alfred Messel und Johann Emil Schaudt. Der Baustil der Gebäude war überwiegend historistisch, mit einer Vorliebe für die Stilformen der Renaissance. Charakteristisch für die Innenausstattung waren Stuckdecken, Holztäfelungen, Malereien und Vergoldungen.
Zerstörung

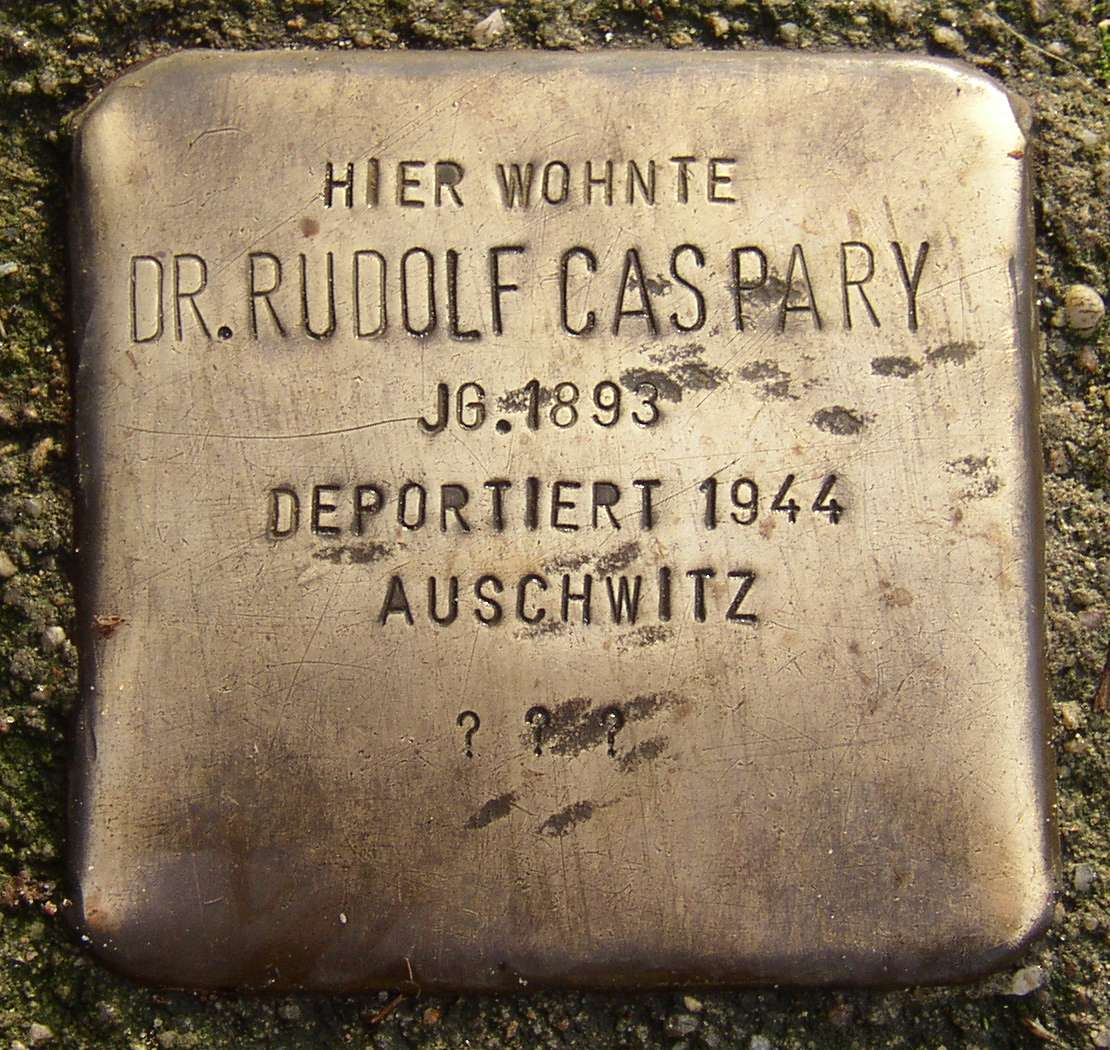
Stolperstein in der Lessingstraße 10

Die Zerstörung des Viertels begann 1933 mit der „Machtergreifung“ der Nationalsozialisten. Die Synagoge in der Lessingstraße wurde bei dem Pogrom im November 1938 niedergebrannt und 1939 abgerissen. Juden, die ihre Wohnungen räumen mussten, wurden eine Zeit lang in sogenannte „Judenhäuser“ zwangseingewiesen; ein solches Judenhaus war – Zeugenaussagen zufolge – das Haus Cuxhavener Straße 14, das bis heute erhalten ist. 1941 begannen die Deportationen in die Vernichtungslager; vor einigen Häusern des Hansaviertels erinnern heute „Stolpersteine“ an verschleppte und ermordete Bewohner.
Ab 1943 war das Hansaviertel Ziel von Luftangriffen der Alliierten. Am Ende des Zweiten Weltkriegs lagen von den 343 Gebäuden des Viertels etwa 300 in Trümmern, die übrigen waren zum Teil schwer beschädigt.
Neuplanung
Nach dem Krieg wurden die zerbombten und verbrannten Häuser abgerissen, einschließlich der noch erhaltenen Fassaden. Auch die erhaltenen Gebäude wurden teilweise abgerissen; standen nach dem Krieg noch etwa 40 Häuser des alten Viertels, sind es heute noch etwa 30. Das Hansaviertel sollte zum Symbol für Berlins Erneuerungswillen werden.
Die Geschichte des neuen Hansaviertels ist eng verbunden mit der städtebaulichen Gesamtplanung für Berlin nach dem Ende des Zweiten Weltkriegs. Die Katastrophe für die Stadt – 500.000 Wohnungen waren verloren, alle Industrie- und Arbeitsstätten von einiger Bedeutung zerstört oder demontiert – bot Stadtplanern eine einmalige Chance. Der Architekt Hans Scharoun erhielt 1946 vom Alliierten Kontrollrat den Auftrag, ein Konzept zur Neugestaltung Berlins zu entwickeln. Unter seiner Leitung entstand der Kollektivplan, der eine völlige Neuaufteilung und Dezentralisierung der Stadt vorsah. Bestimmende Elemente sollten die Wohnzellen sein, Wohneinheiten für jeweils 4000 bis 5000 Menschen, von Grün umgeben und versehen mit allen notwendigen Versorgungseinrichtungen.
Der Plan lieferte wichtige Denkanstöße, war aber in reiner Form undurchführbar – aus rechtlichen, finanziellen und politischen Gründen. Zwei Hauptziele wurden in den Flächennutzungsplan von 1950 übernommen: Die Innenstadtgebiete sollten wesentlich lockerer bebaut werden als zuvor, und die Stadt sollte so weit wie möglich mit Grünflächen durchsetzt werden.
Diese Grundsätze der Planung sollten im Idealfall für ganz Berlin gelten, für den Ost- wie den Westteil der Stadt, für Innenstadt- wie für Randgebiete. In der Realität ergaben sich andere Abläufe. Die Vorstellung der locker bebauten, durchgrünten Stadt ließ sich nach und nach in einigen Neubaugebieten am Rande West-Berlins verwirklichen, viel später auch an der Peripherie Ost-Berlins. In innerstädtischen Gebieten aber zwangen Geldmangel und die unmittelbare Wohnungsnot dazu, auf große Ideallösungen zu verzichten. Stattdessen galt es, die alten – eng beieinander stehenden – Mietshäuser so schnell wie möglich wieder bewohnbar zu machen und die zahlreichen Lücken mit einfachen Neubauten zu schließen. Zwar wurde darauf geachtet, nicht so dicht zu bauen wie zuvor, die ursprünglichen Stadtstrukturen blieben aber schließlich in beiden Hälften der politisch geteilten Stadt im Wesentlichen erhalten.
Dazu gab es zwei erklärte Ausnahmen. Im sowjetisch verwalteten Ost-Berlin sollten Teile des besonders stark zerstörten Bezirks Friedrichshain im Anklang an Scharouns Ideen neu gestaltet werden. Nach zaghaften Anfängen wurde das Unternehmen rigoros abgebrochen. Die Ende 1949 neu gegründete DDR orientierte sich jetzt für ihr repräsentatives Bauprojekt an der sowjetischen Monumentalarchitektur – es entstand die Stalinallee (später: Karl-Marx-Allee).
Das Hansaviertel blieb in West-Berlin das einzige große innerstädtische (Trümmer-)Gebiet, dessen Aufbau sich an den Vorstellungen der damaligen Moderne orientieren sollte, mit völlig neu aufgeteilten Grundstücken und unter starker Veränderung auch des Straßen- und Versorgungsnetzes. Mit dem Bebauungsplan von 1953 wurde entschieden, dass sich der Wiederaufbau auf das Südliche Hansaviertel beschränken sollte, das heißt auf das südlich und östlich der Stadtbahntrasse gelegene Areal, und damit auf etwa die Hälfte der Fläche des alten Hansaviertels. Dessen Konzept ging aus einem städtebaulichen Wettbewerb des Berliner Senats aus 98 Einsendungen hervor und stammte von Gerhard Jobst und Willy Kreuer, die den Plan mit Wilhelm Schließer als Mitarbeiter entwickelt hatten. Das Bebauungskonzept wurde später mehrfach überarbeitet, die Entwürfe für die Einzelgebäude wurden in einem Architekturwettbewerb erneut ausgeschrieben. Privatkapital war kaum vorhanden, fast alle Bauten entstanden mit öffentlicher Förderung. Städtebauliche Absichten ließen sich dadurch leichter durchsetzen, trotzdem war die Neuordnung der 159 Altgrundstücke außerordentlich schwierig, sie dauerte annähernd drei Jahre. Alles geschah auf privatrechtlicher Grundlage: Zwar waren alle Grundstücke vorübergehend in einer Hand, die neugebildeten Grundstücke und die neuen Gebäude wurden aber wieder Privateigentum.
Die programmatische Orientierung für das Großprojekt lieferte die 1933 von namhaften Architekten unter der Federführung von Le Corbusier entwickelte Charta von Athen, die eine strikte Trennung der Funktionen Wohnen, Arbeiten, Freizeit und Verkehr forderte. Den organisatorischen Rahmen bildete die Interbau, die Internationale Bauausstellung in Berlin von 1957; den politischen Hintergrund bildete eine für die Zeit des Kalten Krieges symptomatische Konkurrenzsituation: Stalinallee und Hansaviertel wurden nahezu gleichzeitig gebaut, beide als Demonstrationsobjekte für die Leistungsfähigkeit des jeweiligen Gesellschaftssystems betrachtet.
Im Rahmen der Interbau erhielt das Neubaugebiet die Bezeichnung „Ausstellungsgelände im Hansaviertel“. Bis heute steht auf dem Gelände ein Lageplan, der den 1960 erreichten endgültigen Stand der Bebauung zeigt und auf dem das Gebiet als „Südliches Hansaviertel“ bezeichnet wird. Das neue Viertel wurde allerdings zunehmend mit dem Hansaviertel schlechthin gleichgesetzt; das alte Hansaviertel geriet in Vergessenheit. Während der Interbau wurde eine Seilbahn auf dem Baugelände betrieben. Die Fahrt damit kostete 1,50 Mark.

### Neubebauung
Die Zielvorstellung für das Südliche Hansaviertel war also: aufgelockerte Baustrukturen statt der geschlossenen Blockrandbebauung der Vorkriegszeit; viel Grün zwischen den Bauwerken – der Tiergarten sollte gewissermaßen von seinen Rändern aus durch das Viertel hindurchfließen. Die Finanzierung im Sozialen Wohnungsbau, die Forderung, mit knapp bemessenen, öffentlich kontrollierten Budgets das Bestmögliche für die späteren Bewohner zu leisten, bedeuteten für die Architekten eine Beschränkung, aber auch eine interessante Herausforderung. Am Ende ergab der Ideenwettbewerb der Architekten vielfältige, auch anderswo nutzbare Anregungen für Grundrisse, Konstruktion und Gestaltung im öffentlich geförderten Wohnungsbau – auch dies ein wichtiges Ergebnis des Projekts.
Zu einem Wettbewerb von 1952 wurden 53 Architekten aus 13 Ländern eingeladen, allesamt Verfechter westlich-moderner Vorstellungen vom Neuen Bauen, darunter Alvar Aalto, Egon Eiermann, Walter Gropius, Arne Jacobsen, Oscar Niemeyer, Paul Schneider-Esleben und Max Taut. Nach ihren Entwürfen wurden schließlich 35 Objekte verwirklicht. Die Wohnhäuser mit insgesamt 1160 Wohneinheiten gruppieren sich in lockerer Mischung aus Hoch- und Flachbauten um das Zentrum am Hansaplatz, mit Ladenpassage, St.-Ansgar-Kirche, Kino (später Spielstätte des Grips-Theaters), ein Flachbau als offene Bibliothek und Kindergarten sowie den beiden Eingängen zur 1961 eröffneten U-Bahn-Station Hansaplatz. Etwas abseits, südlich des Hansaplatzes entstand die neue evangelische Kaiser-Friedrich-Gedächtniskirche.
Das Prinzip der aufgelockerten und „durchgrünten“ Stadt verlangte nach enger Zusammenarbeit mit Fachleuten der Gartenarchitektur. Der Berliner Gartenarchitekt Walter Rossow wirkte von Beginn an bei der Gesamtplanung mit. Das ganze Gelände wurde zur gärtnerischen Gestaltung in fünf Bereiche aufgeteilt, insgesamt zehn angesehene deutsche und internationale Gartenarchitekten, unter ihnen Ernst Cramer (Zürich), hatten die Aufgabe, die Grünflächen zu gestalten.

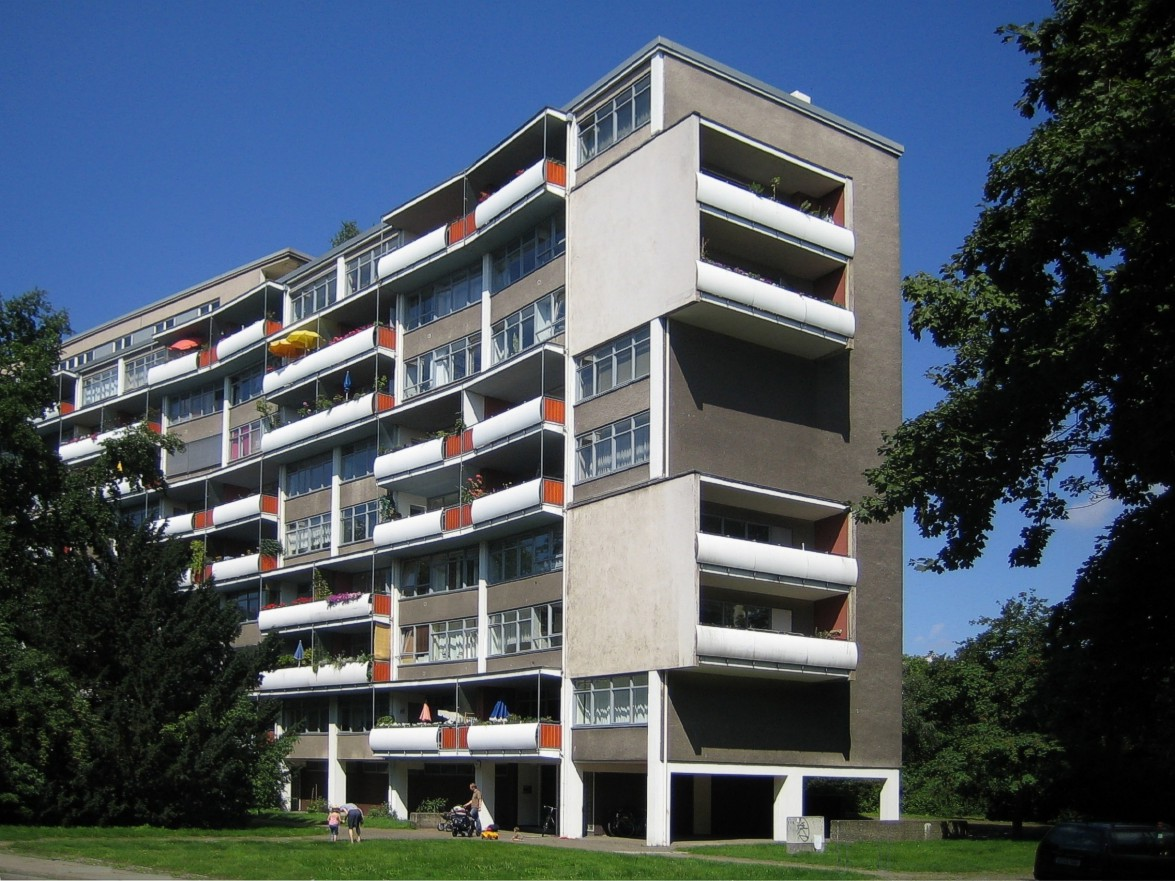
Zeilenbau, Architekt: Walter Gropius
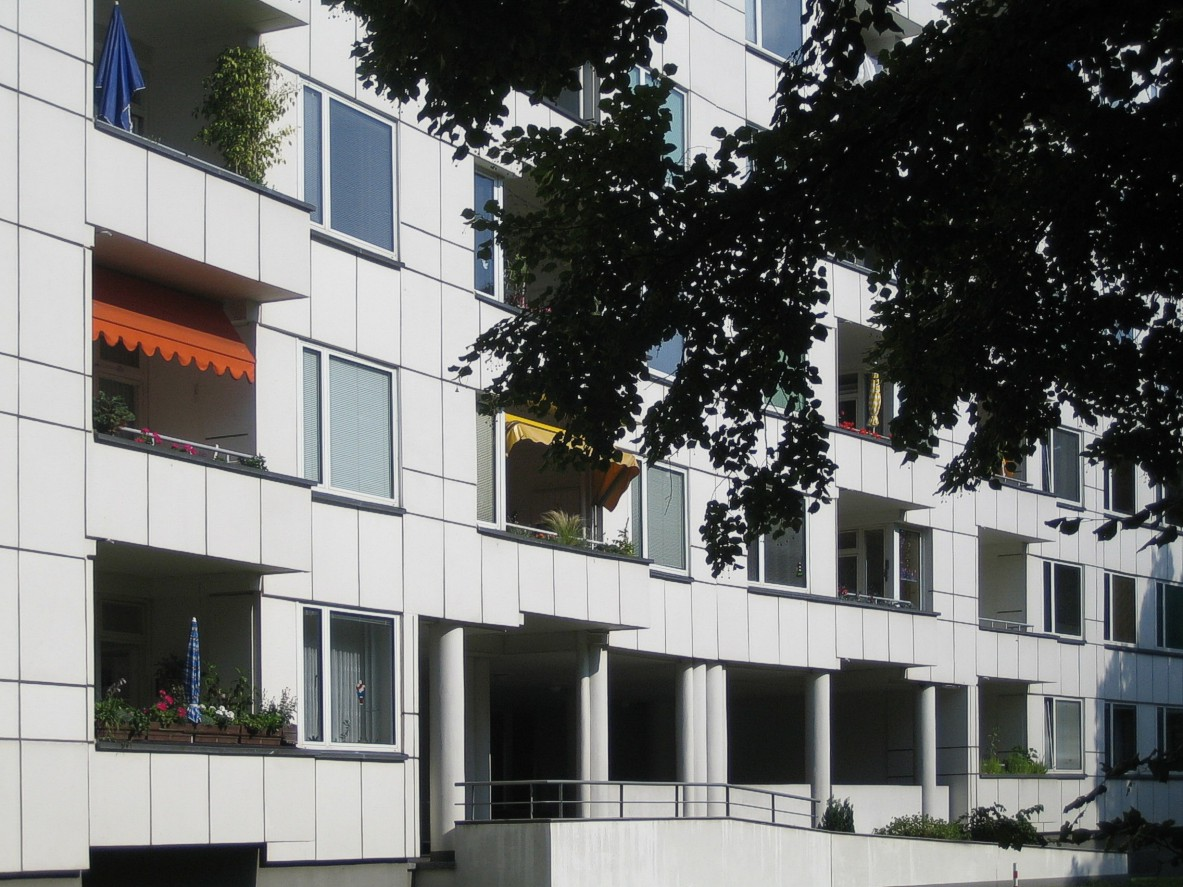
Zeilenbau, Detail. Architekt: Alvar Aalto
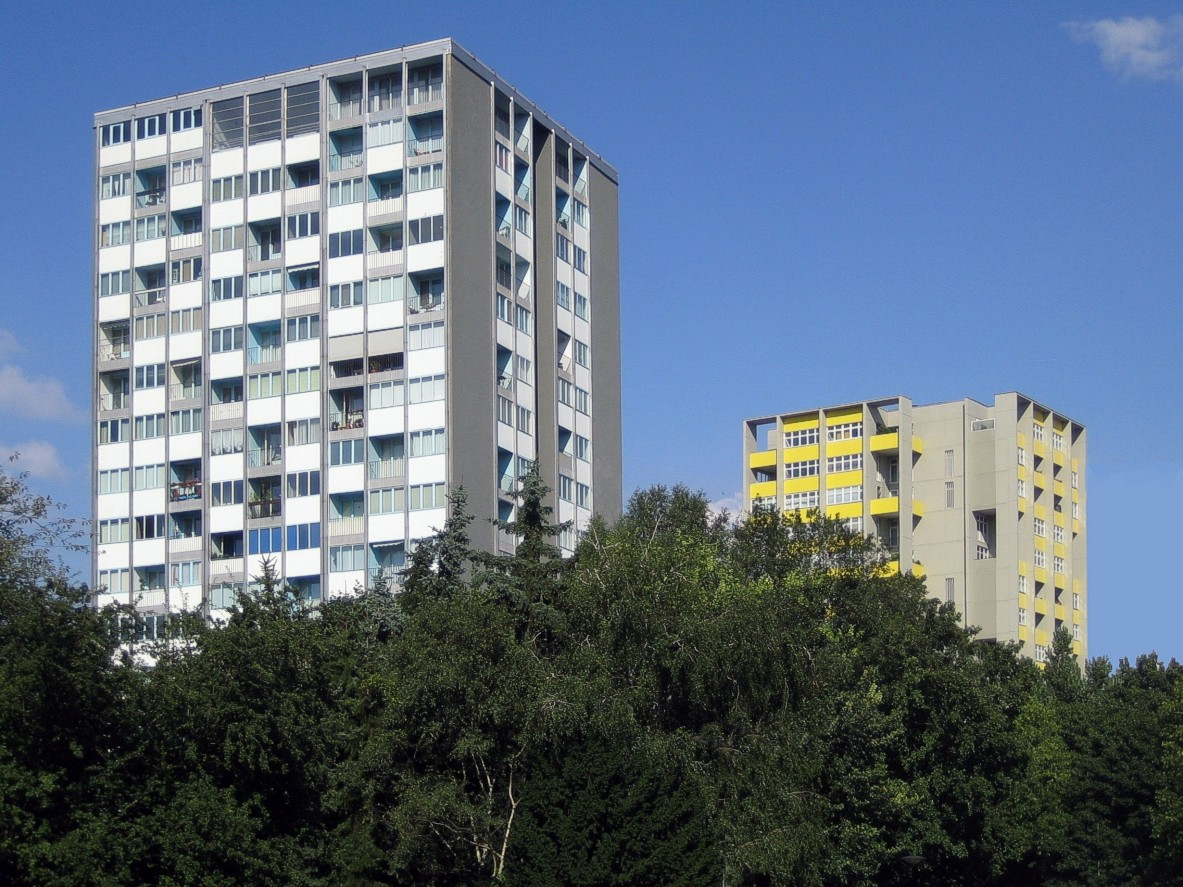
Punkthäuser, Architekten: Lopez/Beaudouin (links) und Schwippert
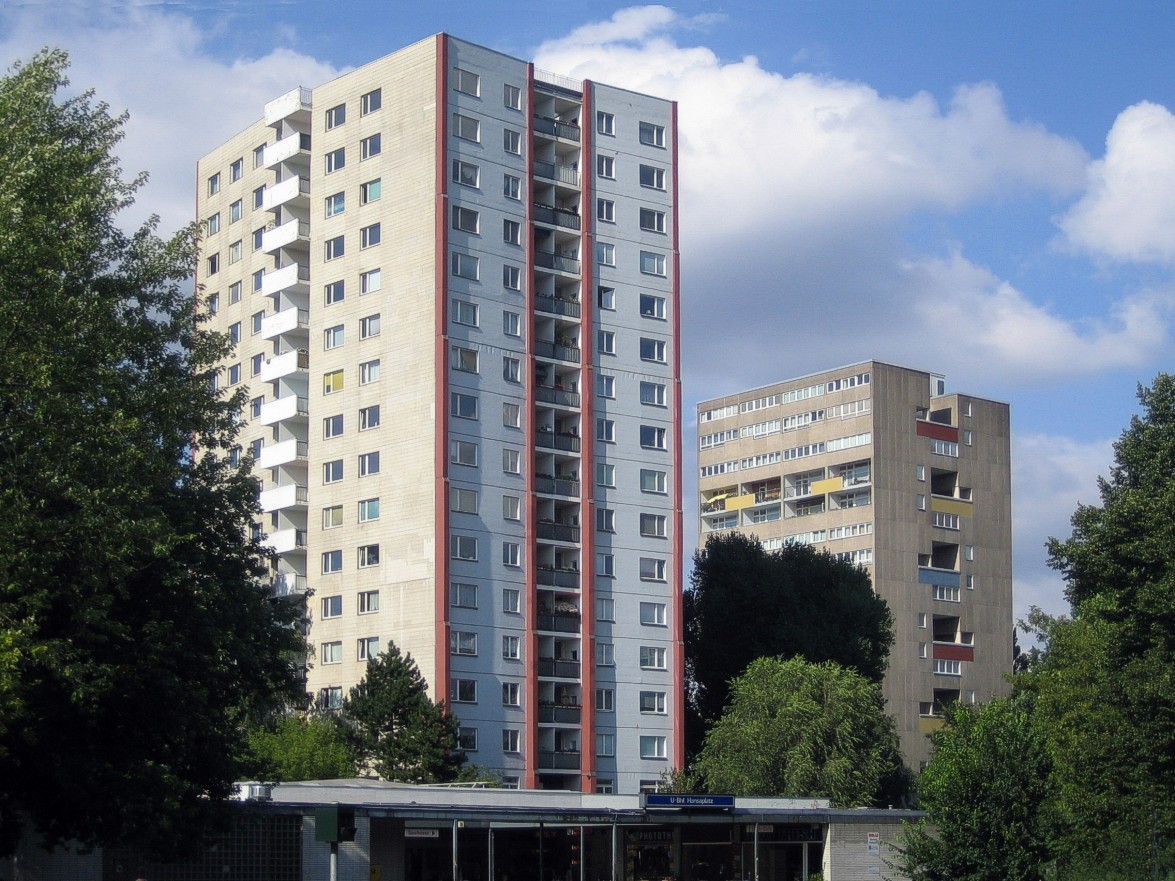
Punkthäuser, Architekten: Baldessari (links) und Van den Broek/Bakema
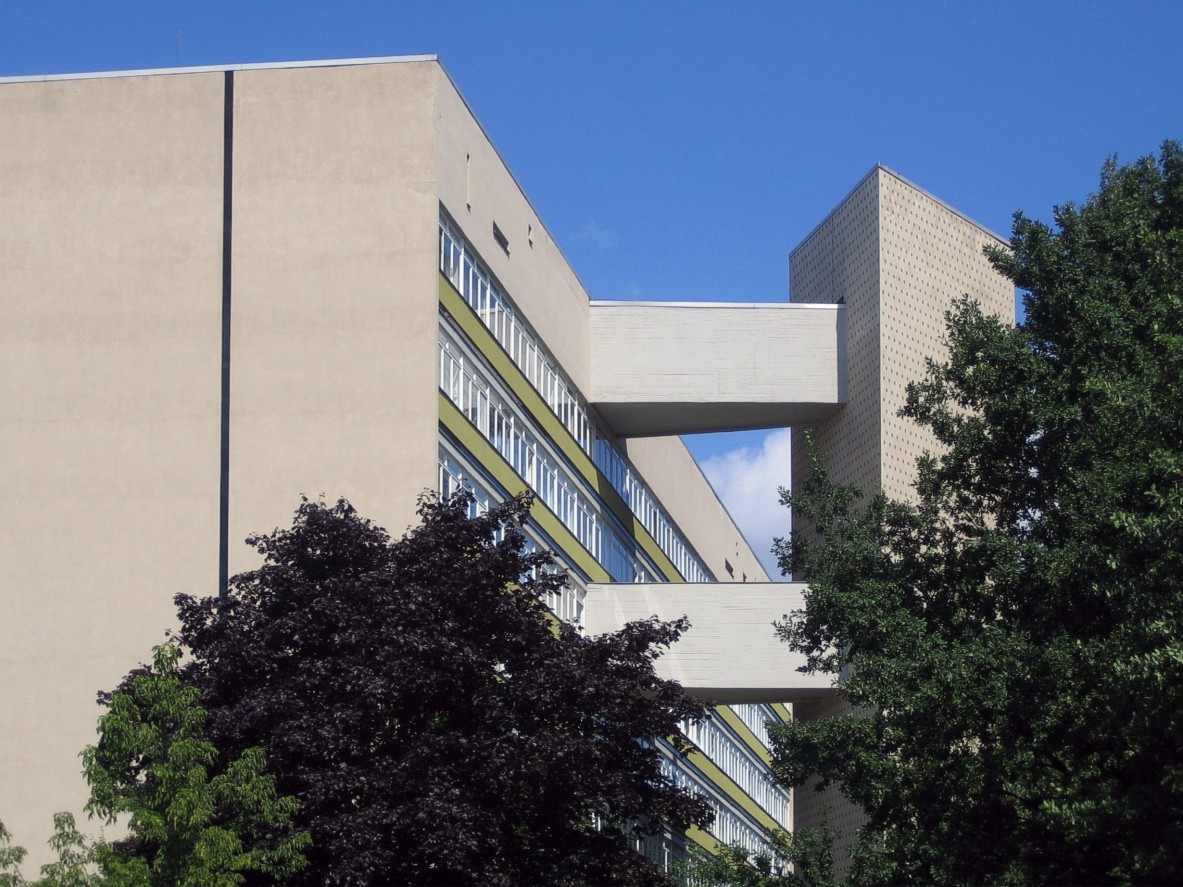
Zeilenbau, Detail. Architekt: Oscar Niemeyer

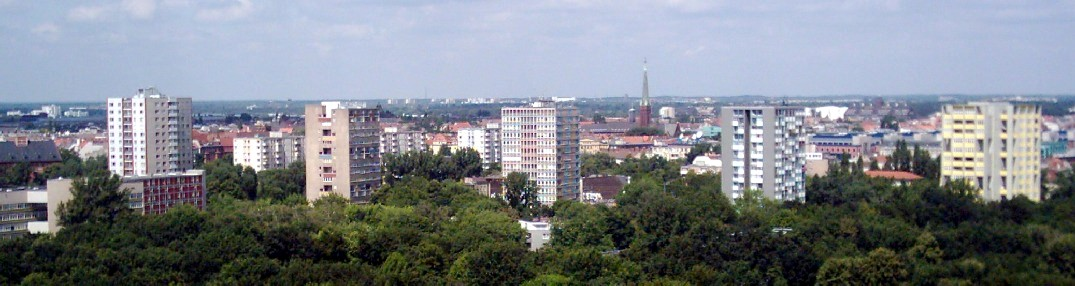
Die markanten Punkthäuser des Hansaviertels

Schließlich entstanden im Südlichen Hansaviertel drei große Gruppen von Gebäuden:

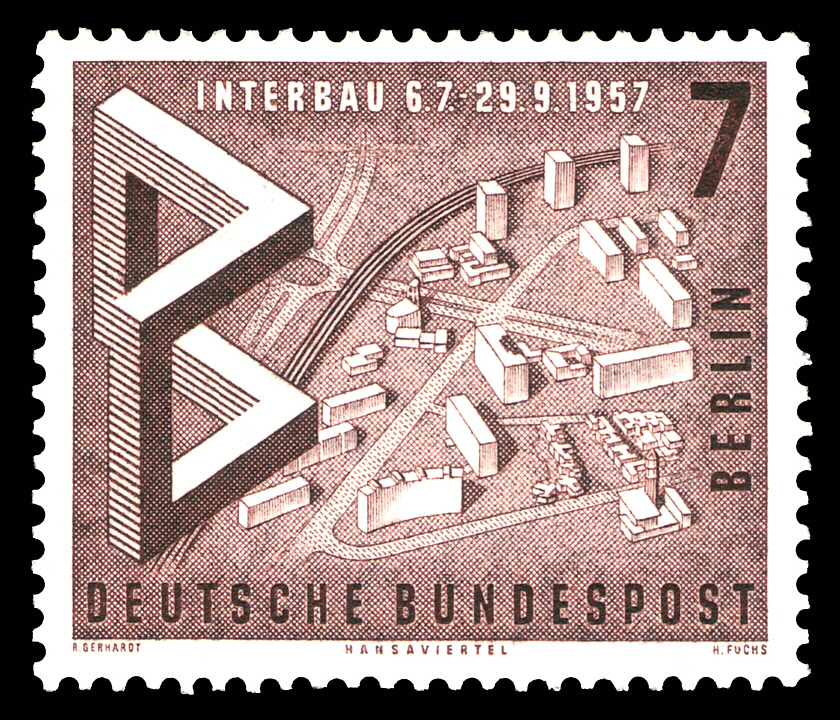
Briefmarke (1957) zur Interbau mit dem Hansaviertel

- Die erste Gruppe bilden die ein- und zweigeschossigen Einfamilienhäuser. Ein Beispiel dafür sind die vier Bauten des Dänen Arne Jacobsen. Sie umschließen offene Innenhöfe, sind nach Süden geöffnet und nach Norden an eine Wohnstraße angeschlossen. Bei ihnen, wie bei allen anderen Gebäuden dieser Kategorie, wird die Tendenz erkennbar, die übliche einfache Reihung, das beziehungslose Nebeneinander der Häuser zu vermeiden.
- Die zweite Gruppe ist die der Zeilenbauten. Sie haben den Grundriss eines langgezogenen Rechtecks und bestehen aus vier bis zehn Geschossen. Zeilenbauten mit nur vier Geschossen waren besonders kostengünstig – spezielle Bautechnik wurde nicht benötigt, auf Aufzüge konnte verzichtet werden. Allerdings war die Flächennutzung (das Verhältnis von Wohnfläche zu Grundstücksfläche) nicht optimal, die Gebäude mussten ziemlich eng beieinander stehen, der Gesamteindruck ist etwas monoton.
Zeilenbauten mit sieben bis zehn Etagen dagegen erlaubten ringsherum größere Freiflächen für Parkplätze und Grüngestaltung, erforderten aber höhere relative Kosten für Bau und innere Erschließung, beispielsweise durch Aufzüge. Einige Gebäude dieses Typs werden besonders häufig genannt, wenn vom Hansaviertel die Rede ist: ein achtgeschossiges Wohnhaus des Finnen Alvar Aalto, ein siebengeschossiges Gebäude des Brasilianers Oscar Niemeyer auf V-förmigen Stützen und mit freistehendem Aufzugturm, schließlich ein leicht geschwungener, neungeschossiger Zeilenbau von Walter Gropius, dessen besonderes Merkmal die um 90 Grad gedrehten Wohnungsblöcke an den Schmalseiten sind. Blick durch die Interbau-Freiplastik von Hans Uhlmann 1958

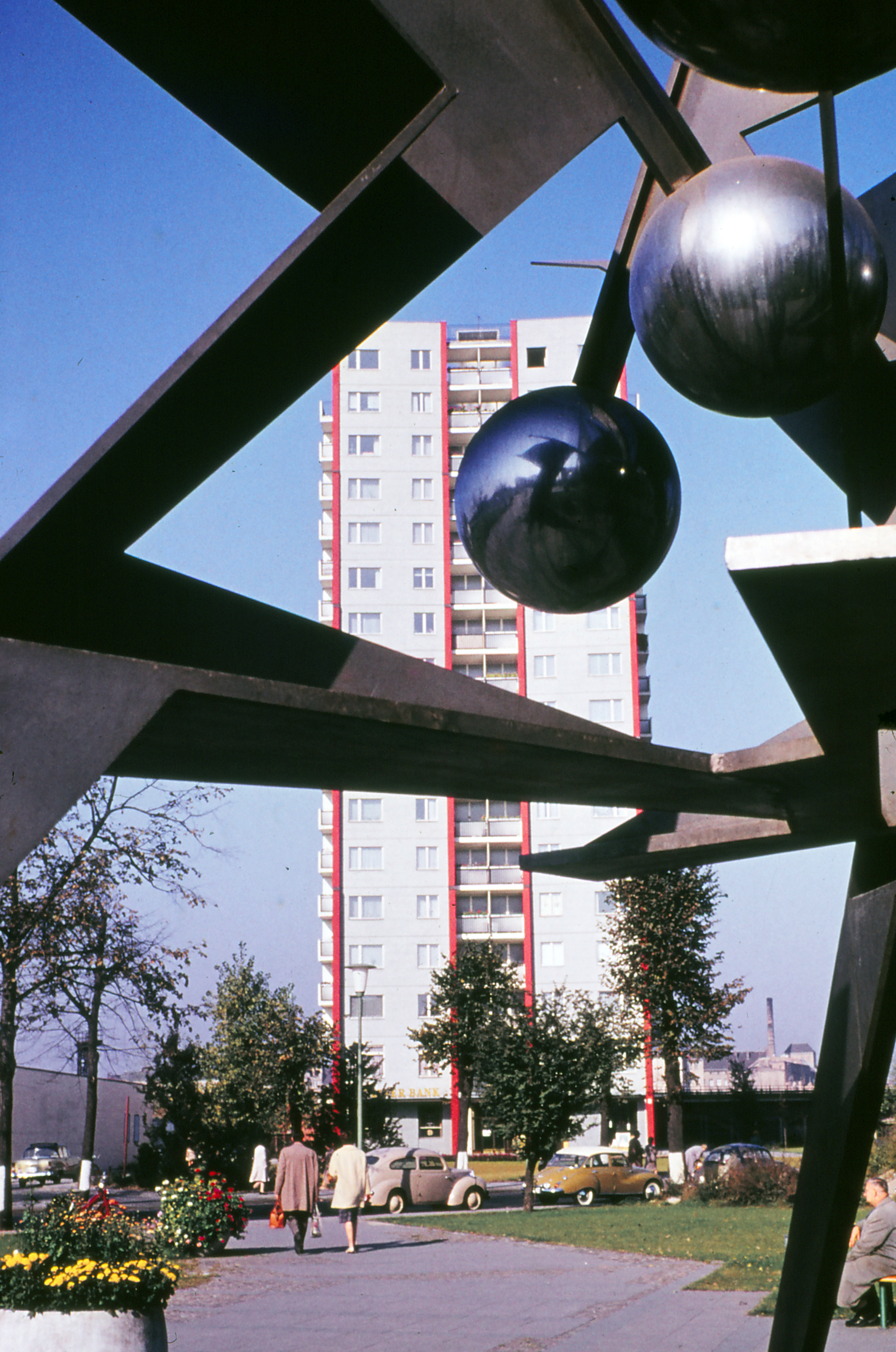
Blick durch die Interbau-Freiplastik von Hans Uhlmann 1958

- Die dritte Gruppe besteht aus den sechs Punkthäusern. Jeder Grundriss ist in etwa quadratisch, die Höhe liegt bei über zehn Geschossen. Hier konzentrieren sich möglichst viele Wohnungen um ein Zentrum, das Treppenhaus bzw. den Fahrstuhlschacht. Ein Beispiel dieser Kategorie ist das Gebäude der Niederländer Van den Broek und Jacob Bakema, mit der Besonderheit gegeneinander verschobener Halbetagen statt durchgehender Stockwerke. Auch das von Hans Schwippert entworfene Punkthaus zeigt unkonventionelle Durchbrüche in der Fassadengestaltung. Eine lockere Reihe von fünf Punkthäusern mit 16 bzw. 17 Etagen liefert den weithin sichtbaren Akzent des Hansaviertels.
Weniger bekannt ist, dass einige der Punkthäuser einen Aufbau erhielten, der als Atelierhaus bezeichnet wird. Diese Wohnmöglichkeit ist praktisch ein kleines Haus auf dem großen Haus und kann sogar über mehrere Stockwerke reichen. Es bietet großzügige Fenster, große Nutzflächen und ist gegenüber der Basis-Hausfassade allseitig zurückgesetzt.[13][14]

In die Interbau integriert waren drei Bauten außerhalb des Südlichen Hansaviertels. In der Nähe des Olympiastadions errichtete Le Corbusier eine Wohneinheit (Unité d’Habitation) von 135 Metern Länge; unweit des Reichstagsgebäudes entstand als Beitrag der USA die von Hugh Stubbins entworfene Kongresshalle mit ihrer seinerzeit in Europa einmaligen Dachkonstruktion; und nur wenige hundert Meter vom Südlichen Hansaviertel entfernt, jedoch auf der anderen Seite der Bahntrasse liegend, wurde die Hansa-Grundschule nach Plänen von Bruno Grimmek errichtet.
Die Stadtplaner glaubten seinerzeit, mit ihren Konzepten einen sicheren Weg zur „Stadt von Morgen“ zu zeigen. Diese Überzeugung gilt inzwischen als überholt. Dennoch bleibt das Hansaviertel ein sehenswertes Beispiel für moderne Architektur und Stadtplanung der 1950er Jahre. 1995 wurden sämtliche Gebäude und Gartenanlagen unter Denkmalschutz gestellt.

## Bevölkerung
Das Hansaviertel ist der bevölkerungsärmste Ortsteil des Bezirks Mitte.
Der Anteil der ausländischen Bevölkerung im Ortsteil lag im Jahr 2021 bei 34,6 %, der Anteil der Bevölkerung mit Migrationshintergrund (deutsche Staatsbürger + Ausländer) bei 49,2 %.
| Jahr | Einwohner |
| ---- | --------- |
| 2007 | 6001      |
| 2010 | 5692      |
| 2015 | 5782      |
| 2020 | 5924      |
| 2021 | 6035      |
| 2022 | 6070      |
| 2023 | 6075      |
| 2024 | 6170      |

Quelle: Statistischer Bericht A I 5. Einwohnerregisterstatistik Berlin. Bestand – Grunddaten. 31. Dezember. Amt für Statistik Berlin-Brandenburg (jeweilige Jahre)

## Sehenswürdigkeiten

### Gebäude und Architekten

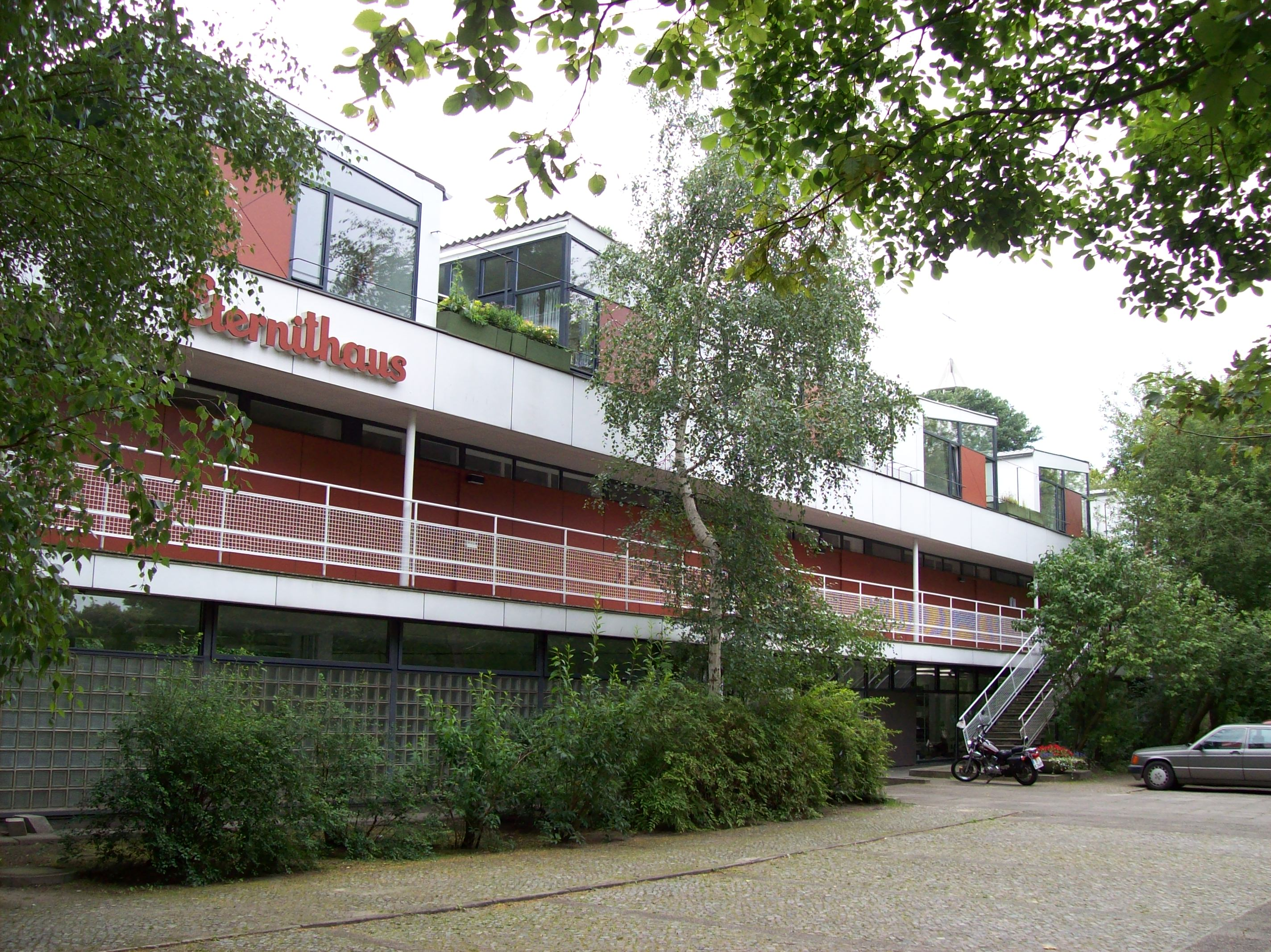
Eternithaus

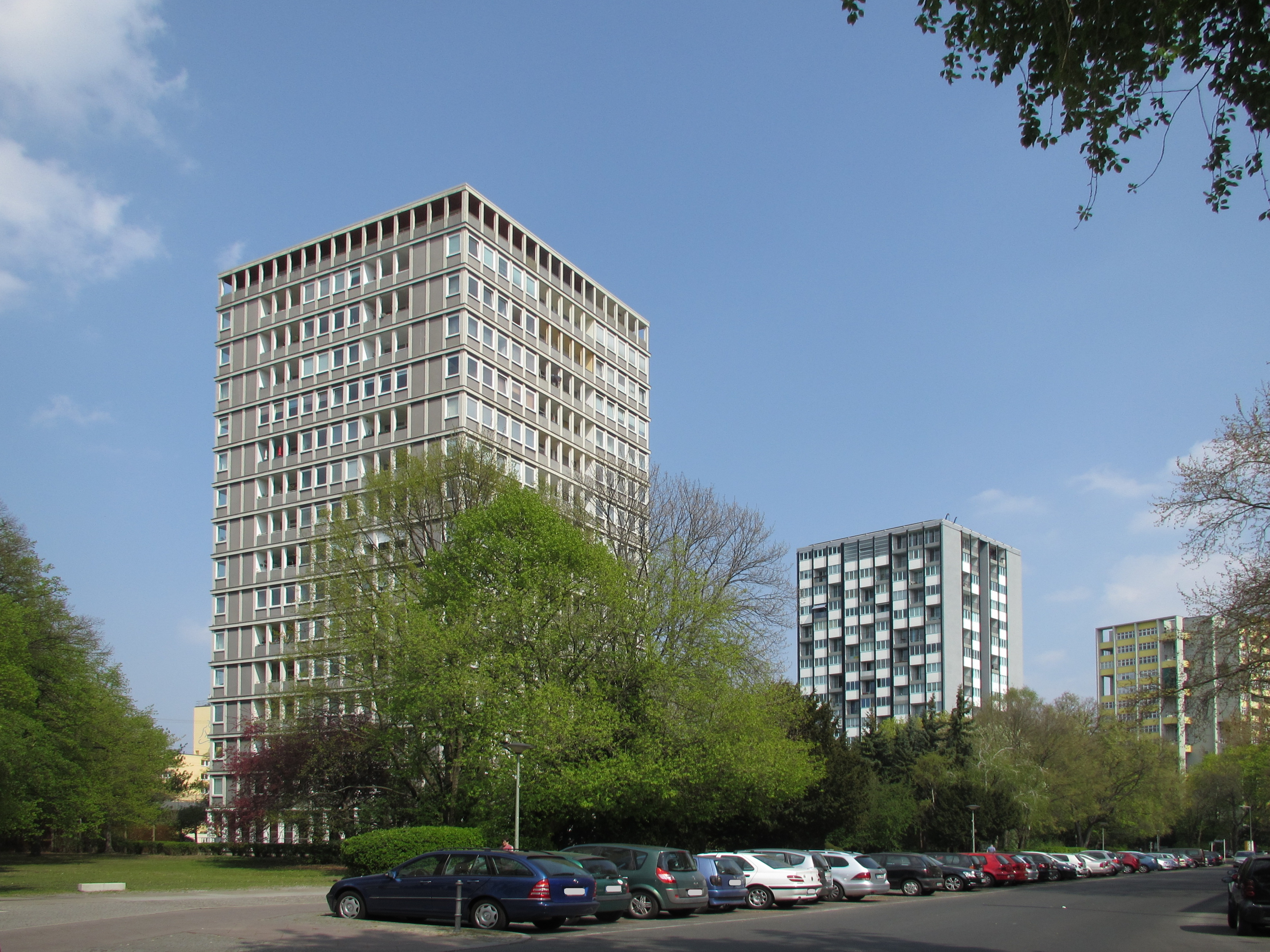
Bartningallee

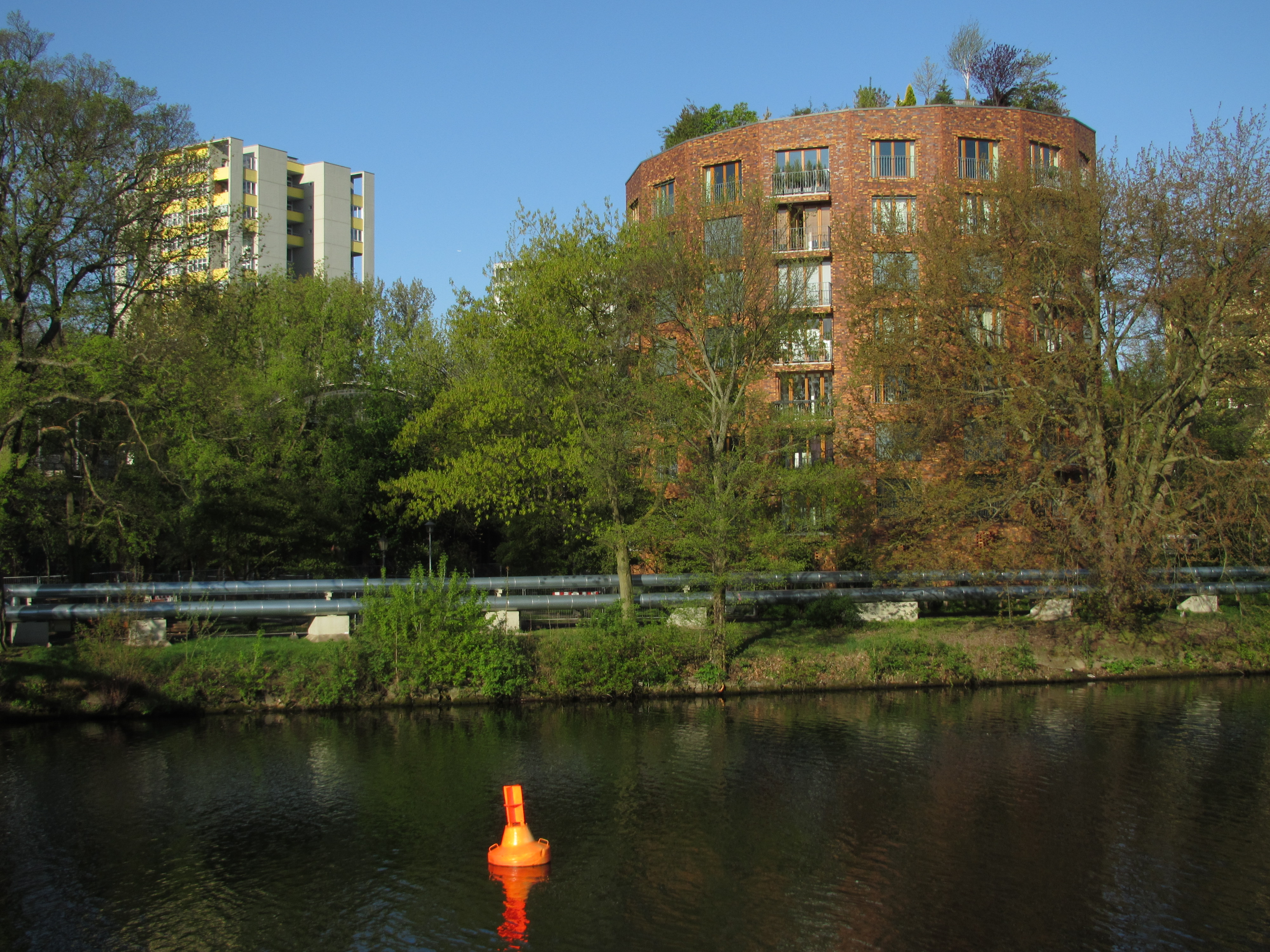
Östliches Hansaviertel

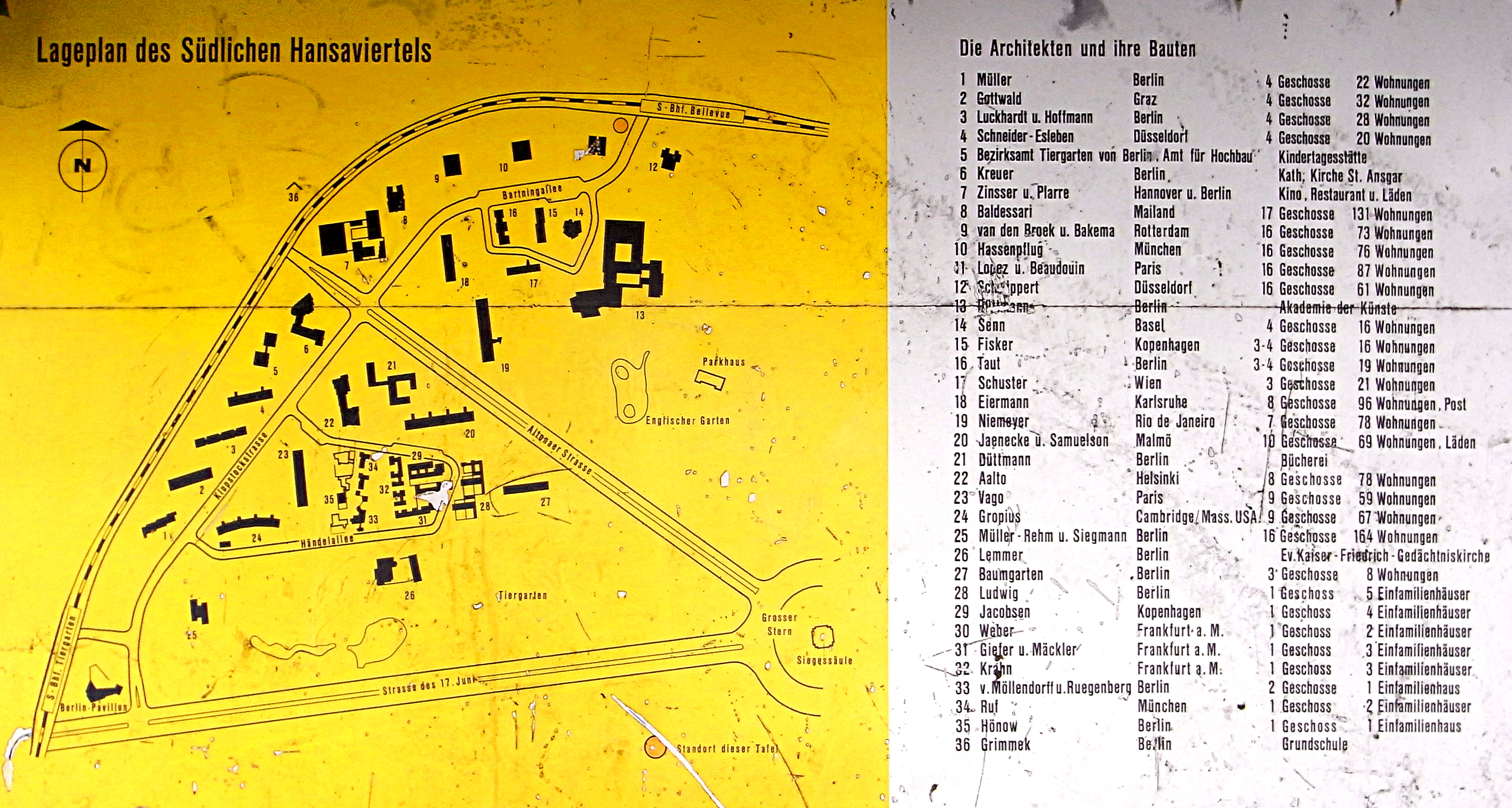
Lageplan des südlichen Hansaviertels

Verzeichnis der Gebäude, Baujahre und Architekten, alphabetisch nach Straßenkomplexen geordnet:
Altonaer Straße 
- Nr. 1, Eternithaus, Wohnanlage, 1957 von Paul G. R. Baumgarten
- Nr. 3–9, Schwedenhaus, Wohnhochhaus, 1956/1957 von Fritz Jaenecke und Sten Samuelson
- Nr. 4–14, Oscar-Niemeyer-Haus, 1956/1957 von Oscar Niemeyer
- Nr. 15, Hansabücherei, 1957 von Werner Düttmann und Siegfried Böhmer
- Nr. 18–22 / Bartningallee 1–3, Einkaufszentrum Hansaviertel, Ladenzeilen, Gaststätte, Kino (D) (heute: Grips-Theater) und nördlicher Eingang des U-Bahnhofs Hansaplatz, 1957–1960 von Ernst Zinsser und Hansrudolf Plarre; Erweiterungsbauten, 1975/1976 von Hansrudolf Plarre und Manfred Frankenberger

Bartningallee
- Nr. 2–4, Wohnhaus, 1961–1962 von Egon Eiermann
- Nr. 5, Wohnhaus, 1956–1959 von Luciano Baldessari
- Nr. 7, Wohnhaus, 1959–1960 von H. van den Broek und Jacob Bakema
- Nr. 9, Wohnhaus, 1956–1958 von Gustav Hassenpflug
- Nr. 10–10d, Wohnanlage, 1958 von Kay Fisker
- Nr. 11–13, Wohnhaus, 1956–1957 von Raymond Lopez und Eugène Beaudouin
- Nr. 12, Wohnhaus, 1957 von Otto Heinrich Senn
- Nr. 16, Wohnhaus, 1956–1958 von Hans Schwippert

Händelallee
- Nr. 1–9, Walter-Gropius-Haus, 1956–1957 von Walter Gropius mit Wils Ebert
- Nr. 20–22, Ev. Kaiser-Friedrich-Gedächtniskirche und Gemeindehaus, 1956–1957 von Ludwig Lemmer
- Nr. 26–34, Wohnhausgruppe, 1957 von Eduard Ludwig, Gartenarchitektur von Ernst Cramer
- Nr. 29 und 41, Doppelwohnhaus, 1957 von Johannes Gerhard Weber
- Nr. 33–39, Wohnhausgruppe, 1957–1958 von Arne Jacobsen
- Nr. 43–47, Wohnhausgruppe, 1957 von Alois Giefer und Hermann Mäckler
- Nr. 49–53, Wohnhausgruppe, 1957 von Johannes Krahn
- Nr. 55–57, Wohnhausgruppe, 1957 von Sep Ruf
- Nr. 59, Wohnhaus, 1957 von Sergius Ruegenberg und Wolf von Möllendorff
- Nr. 61/61a, Wohnhaus, 1960 von Bodamer und Berndt
- Nr. 63, Wohnhaus, 1957 von Günter Hönow
- Nr. 65, Wohnhaus, um 1960 von Klaus Kirsten
- Nr. 67, Wohnhaus, um 1958–1959 von Klaus Kirsten und Heinz Nather

Hansaplatz
- Hansaplatz, U-Bahnhof Hansaplatz, 1955–1957 von Bruno Grimmek
- U-Bahnhof Hansaplatz, südliches Empfangsgebäude, 1958 von Werner Düttmann
- U-Bahnhof Hansaplatz, Mosaik-Wandbild am südlichen Empfangsgebäude, 1958 von Fritz Winter

Hanseatenweg
- Nr. 1–3, Wohnhaus, 1958 von Max Taut
- Nr. 6, Wohnhaus, 1957 von Franz Schuster

 Klopstockstraße
- Nr. 2, Wohnhaus Giraffe, 1955–1957 von Klaus Müller-Rehm und Gerhard Siegmann
- Nr. 7–11, Wohnanlage, 1957 von Hans Christian Müller
- Nr. 13–17, Wohnanlage, 1956–1957 von Günter Gottwald
- Nr. 14–18, Wohnhaus, 1956–1957 von Pierre Vago
- Nr. 19–23, Wohnanlage, 1957–1958 von Wassili Luckhardt und Hubert Walter Hoffmann
- Nr. 25–27, Wohnanlage, 1957–1958 von Paul Schneider-Esleben
- Nr. 29, Kindertagesstätte, um 1960, vom Hochbauamt Tiergarten
- Nr. 30–32, Wohnhochhaus, 1956–1957 von Alvar Aalto
- Nr. 31, katholische St. Ansgar-Kirche, mit Gemeindehaus, 1957 von Willy Kreuer

Straße des 17. Juni
- Nr. 100, Berlin-Pavillon, 1957 von Hermann Fehling, Daniel Gogel und Peter Pfankuch

Die Grünanlagen und Freiflächen des Hansaviertels wurden von 1956 bis Anfang der 1960er Jahre angelegt. Die Landschaftsarchitekten waren: Hermann Mattern, René Pechère, Ernst Cramer, Otto Valentien, Herta Hammerbacher, Edvard Jacobson, Gustav Lüttge, Pietro Porcinai, Wilhelm Hübotter und Christian Theodor Sörensen.

### Bauwerke
Der südliche und südöstliche Bereich des Ortsteils Hansaviertel wird durch die Mustersiedlung Südliches Hansaviertel von 1955 bis 1960 eingenommen, hinzu kommt ein Altbaukomplex (Joseph-Haydn-Straße 1). Auf der anderen Seite der Stadtbahntrasse, im nördlichen und nordwestliche Bereich des Ortsteils, findet man etwa 30 Altbauten, überwiegend jedoch auch hier Neubauten.
Altbauten

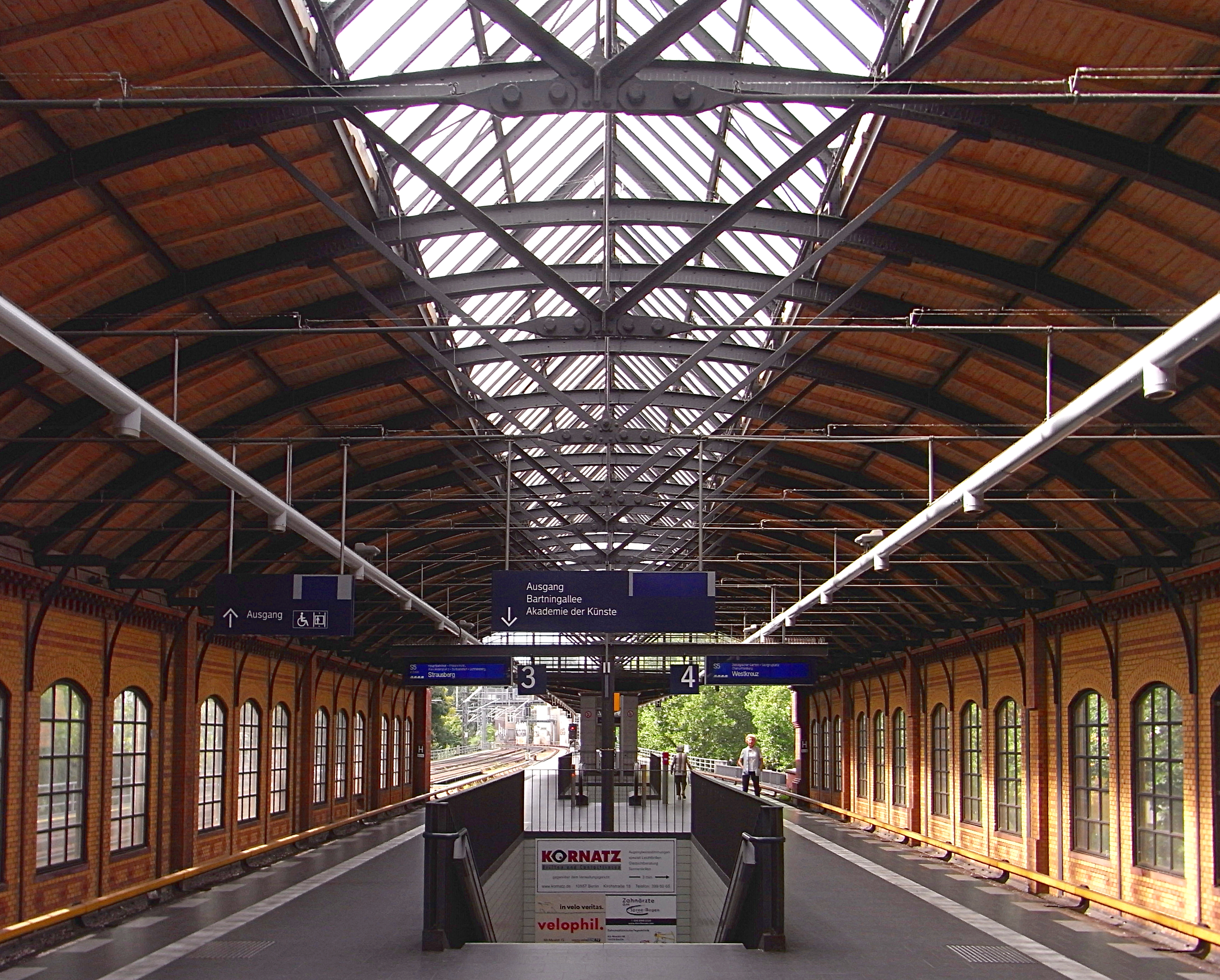
S-Bahnhof Bellevue

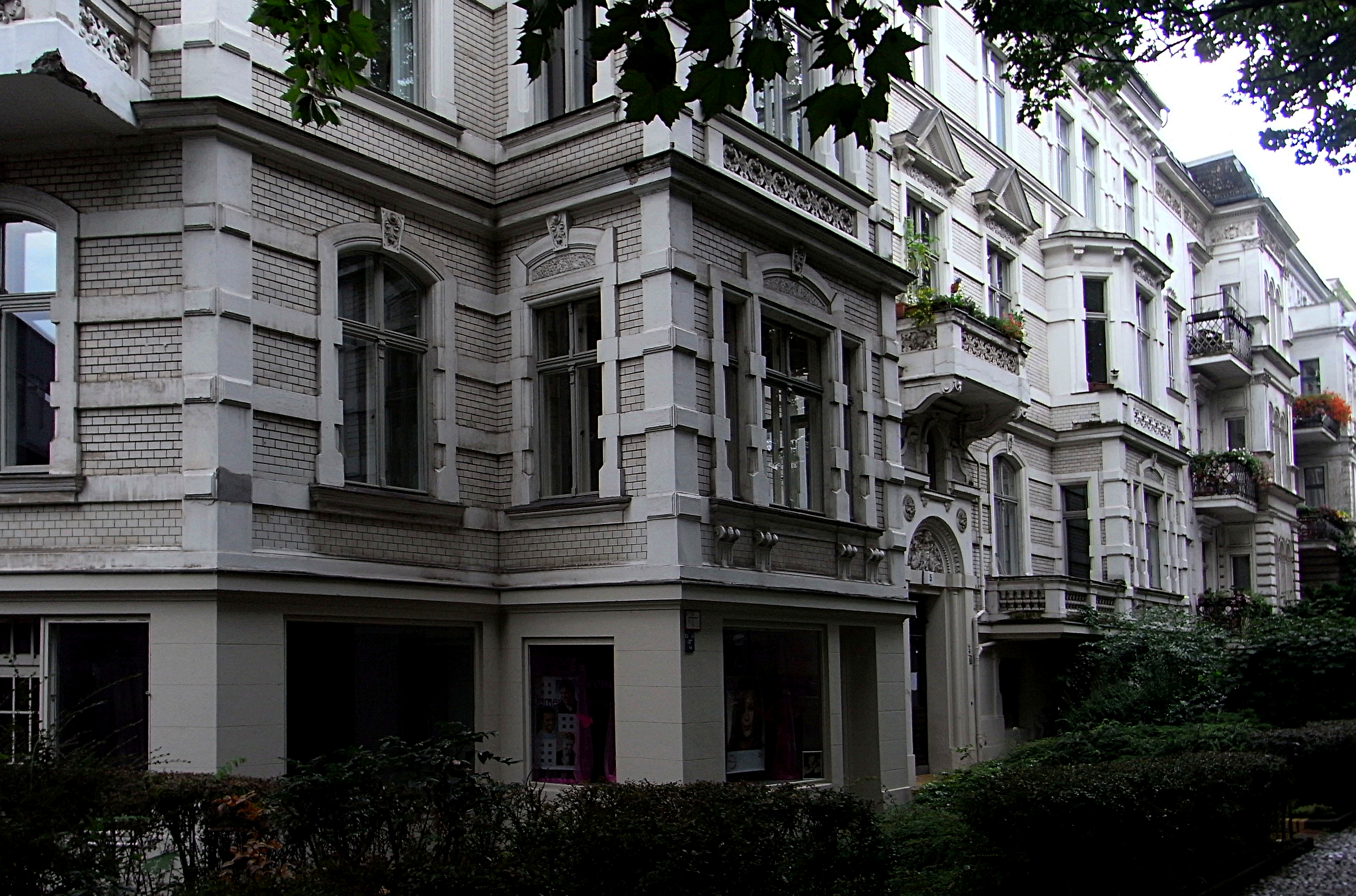
Flensburger Straße 5–13 (1889–1893)

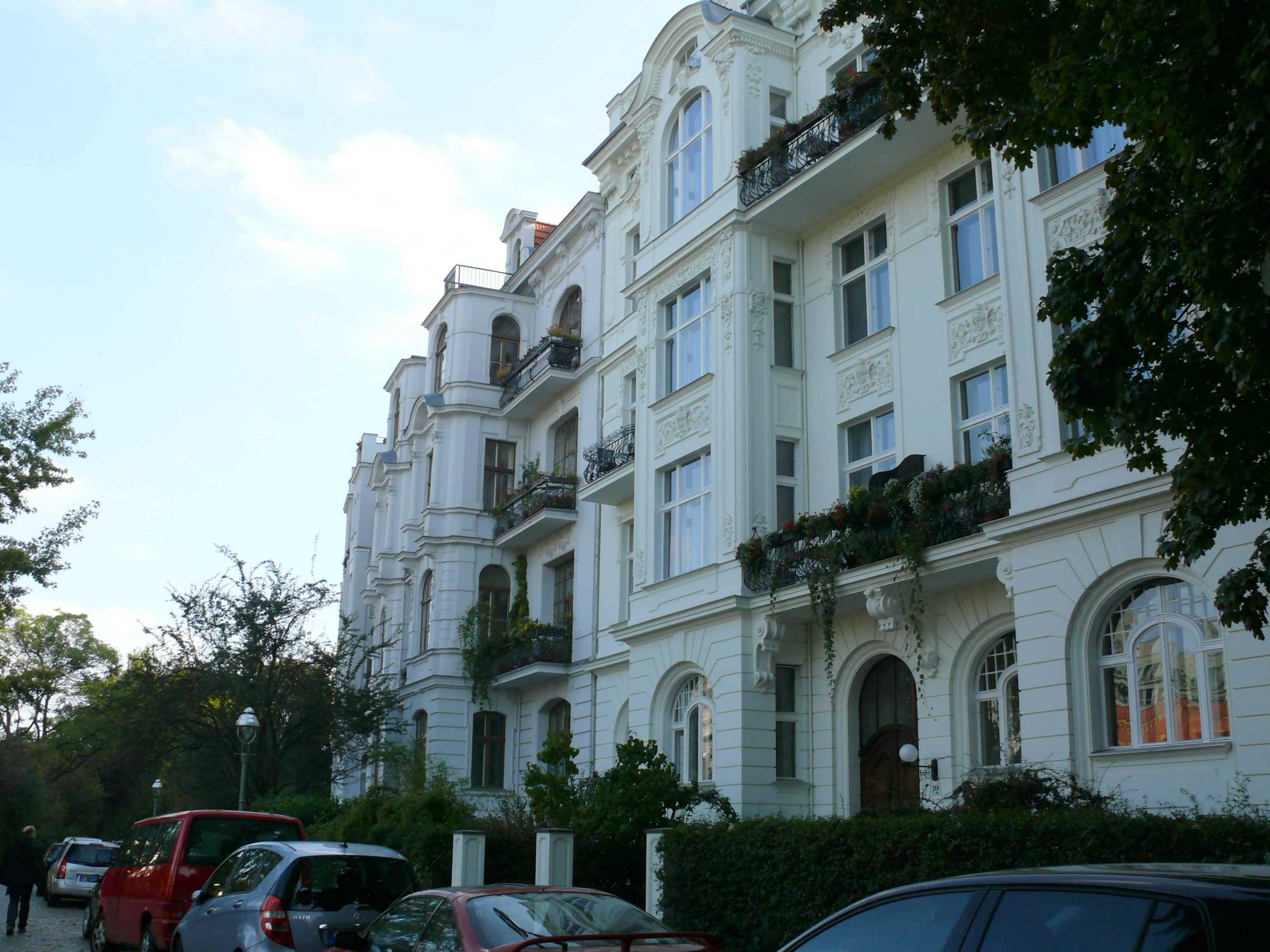
Holsteiner Ufer

Aus der Zeit des alten Hansa-Viertels sind folgende Bauwerke erhalten geblieben:
- Trasse der Stadtbahn (1877–1882), eine Hochbahnstrecke für S-Bahn, Regionalbahn, Fernbahn und Güterverkehr aus gemauerten Viaduktbögen, die durch Unterführungen mit Stahlbrücken in Segmente aufgeteilt ist,
- S-Bahnhof Bellevue, 1878–1880 nach Plänen von Johann Eduard Jacobsthal gebaut, 1987 originalgetreu wiederhergestellt,
- Moabiter Brücke (1893–1894)
- Gymnasium Tiergarten (ehemalige Menzel-Oberschule) von 1901–1902,
- Gerickesteg (1914–1915),
- etwa 30 Wohngebäude; davon stehen unter Denkmalschutz:
  - auf der nordwestlichen Seite der Bahntrasse:
    - die Häuser Flensburger Straße 5–13 (1889–1893),
    - das Ensemble Holsteiner Ufer 14–24 (1891–1898),
    - Claudiusstraße 5 und 6 (1893–1895),

  - auf der südöstlichen Seite der Bahn:
    - der Gebäudekomplex Joseph-Haydn-Straße 1, 1886–1887 von dem Architektenbüro Ende & Böckmann in neoklassizistischem Stil gebaut. Hier lebte einige Zeit der Maler Lovis Corinth, seit den 1950er Jahren wohnt hier u. a. der Aktions- und Umweltkünstler Ben Wagin; er drehte zu Beginn der 1960er Jahre den Film Das alte Haus zur Geschichte des Hauses.

Eine besonders aufwendig gestaltete Fassade hat das Haus in der Cuxhavener Straße 14, in dem sich u. a. seit dem 2000 die Botschaft der Republik Honduras eingemietet hat.
Neubauten
- Der größte zusammenhängende Neubaukomplex im Ortsteil Hansaviertel ist die Siedlung Südliches Hansaviertel.
- In der Lessingstraße liegt die Hansa-Grundschule; sie wurde im Rahmen der Interbau in den Jahren 1956 bis 1958 nach Plänen von Bruno Grimmek erbaut, jedoch, wie das acht Kilometer entfernte Corbusierhaus, zu den Gebäuden außerhalb des Ausstellungsgeländes gerechnet.
- Nördlich der Stadtbahntrasse liegt eine Neubausiedlung, die überwiegend in den Jahren 1956–1957 parallel zur Interbau errichtet wurde. Dieses Gebiet wird gelegentlich als „Kleines Hansaviertel“ bezeichnet.
- In der Straße Siegmunds Hof befindet sich das gleichnamige Wohnheim des Studentenwerks, das 1958–1961 nach Plänen von Klaus H. Ernst und Peter Poelzig gebaut wurde. Die Anlage besteht aus 13 Häusern unterschiedlicher Höhe (zwischen zwei und dreizehn Geschossen) und verfügt über 625 Wohnungen. Der Wohnheimkomplex verbindet den Ortsteil Hansaviertel mit der Technischen Universität im angrenzenden Ortsteil Charlottenburg des Bezirks Charlottenburg-Wilmersdorf. Hansaviertel Bachstraße Altonaer Straße Oasis Berlin

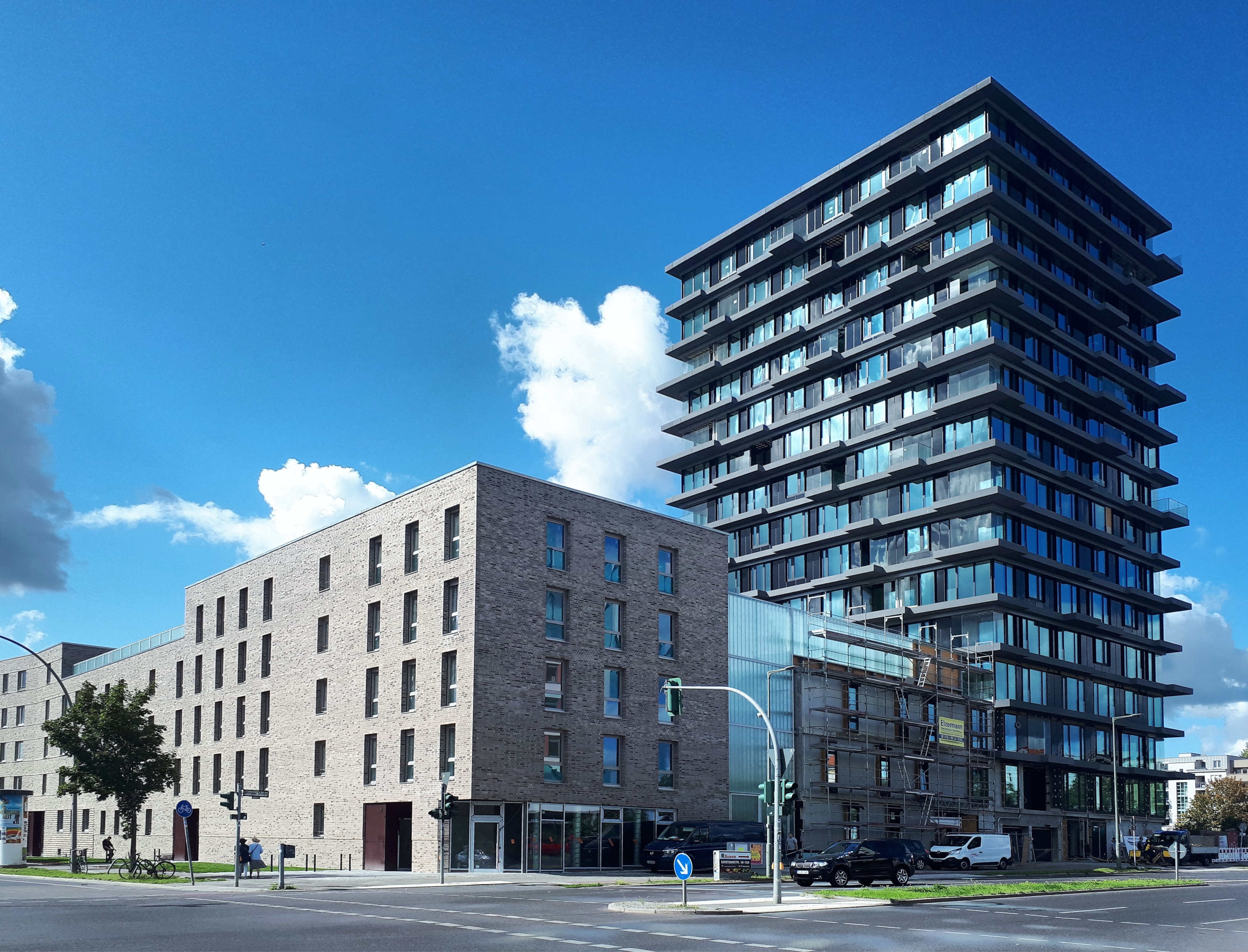
Hansaviertel Bachstraße Altonaer Straße Oasis Berlin

- Zwischen 1973 und 1975 wurde der Altbau der Menzelschule von 1902 durch eine zweigeschossige Aula und einen siebengeschossigen Klassentrakt in Stahlbau-Skelettbauweise ergänzt; die Anbauten sind teilweise mit roter Keramik verkleidet. Heute ist die Schule ein Gymnasium.[19]
- In der Bachstraße 1/2 Ecke Altonaer Straße lag das einzige Bürogebäude des Viertels, ein aluminiumverkleidetes Hochhaus mit vieleckigem Grundriss, das zwischen 1968 und 1971 nach Plänen von Georg Heinrichs und Hans Müller errichtet wurde. Bis 2000 war das Gebäude Sitz des Konsistoriums der Evangelischen Kirche in Berlin-Brandenburg (West) sowie des Bischofs von Berlin-Brandenburg (West). Das Gebäude wurde zwischenzeitlich abgerissen um hier Wohnbauten zu errichten, unter anderem ein Hochhaus mit 15 Etagen.[20][21][22]

Gotteshäuser

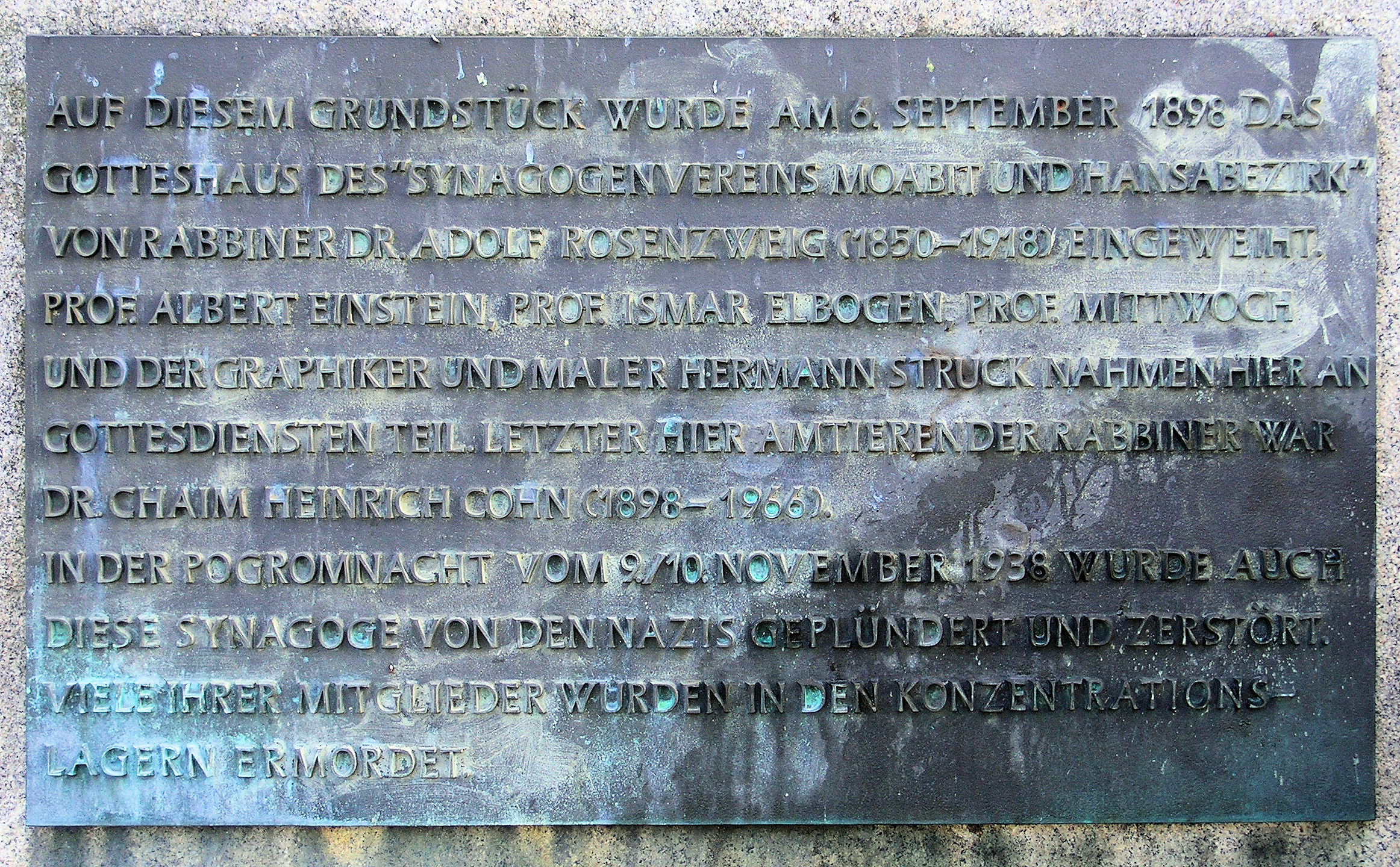
Gedenktafel für die Synagoge in der Lessingstraße

- 1895 wurde in der Händelstraße (heute: Händelallee) in Gegenwart des Kaiserpaars die evangelische Kaiser-Friedrich-Gedächtniskirche eingeweiht, die dem Andenken des 1888 verstorbenen Friedrich III. gewidmet war. Johannes Vollmer hatte das Gebäude entworfen, das über 800 Sitzplätze verfügte, darunter eine Loge für das Kaiserpaar. Das Kirchengebäude war Teil einer Gruppe von drei Votivkirchen, zu denen auch die Kaiser-Wilhelm-Gedächtniskirche gehörte.
- 1910 wurde die Synagoge Lessingstraße 6 (früher: 19) Ecke Flensburger Straße 14 eingeweiht, auf Veranlassung eines 1895 gegründeten privaten Synagogenvereins, der seit 1903 den Namen Synagogenverein Moabit und Hansabezirk führte. Die unter der geistigen Führung von Heinrich Cohn stehende Synagoge galt als Intellektuellen-Gemeinde; zum Synagogenverein gehörten zahlreiche Professoren, Albert Einstein besuchte hier den Gottesdienst.
- 1924 eröffnete die orthodoxe Israelitische Synagogen-Gemeinde Adass Jisroel im ehemaligen Atelierhaus Siegmunds Hof 11 ihr Gemeindezentrum. In dem Komplex entstand eine von Franz Salomon entworfene Synagoge. Das Zentrum enthielt außerdem mehrere Schulen unterschiedlicher Schultypen.
- 1926 wurde die römisch-katholische St.-Ansgar-Kirche im Gartenhaus der Altonaer Straße 22 eröffnet. Die Namenswahl folgte der hanseatischen Orientierung des Viertels: Ansgar war der Erzbischof des Doppel-Bistums Hamburg und Bremen, zweier Städte, die bis heute den Zusatz Hansestadt im Namen führen.

### Kunst im öffentlichen Raum
- Hermann Hosaeus, Schifferbrunnen (1914),  Sandstein – am Spreeufer nördlich der Hansabrücke
- Bernhard Heiliger, Vegetabile Plastik I (1955), Bronze – im Innenhof der Hansabibliothek, Altonaer Straße 15
- Henry Moore, Liegende (1956, aufgestellt 1961), Bronze – Hanseatenweg 10
- Hans Uhlmann, Freiraumplastik ohne Titel (um 1957 aufgestellt), Chrom, Nickel und Stahl – Altonaer Straße Ecke Bartningallee
- Fritz Winter, Mosaik ohne Titel (1958), Glasmosaik  – an der Außenwand der südlichen Eingangshalle des U-Bahnhofs Hansaplatz
- Otto Douglas Douglas-Hill, Lehrflug (1958), gebrannte Keramik mit unterschiedlichen Glasuren – Lessingstraße 5, am Spreeufer vor der Hansa-Grundschule
- Alfredo Ceschiatti, Liegende (1958), Bronze – Nähe Altonaer Straße 4–14
- Berto Lardera, Morgendämmerung Nr. 1 (1958), in unterschiedlichen Farben lackierter Stahl – Altonaer Straße 15
- Rainer Hachfeld, Fassade des Grips-Theaters (1970er Jahre), Mosaik aus bemalten Fliesen – Altonaer Straße 22
- Ben Wagin, Der Weltbaum – Grün ist das Leben (1975), Wandbild – Siegmunds Hof 21 Ecke Bachstraße
- Joachim Schmettau, Hand mit Uhr (1975), Neusilber, Sockel mit Ziegelmosaik auf Sockel aus Sichtbeton – Altonaer Ecke Lessingstraße, vor Neubau des Gymnasiums Tiergarten
- Günter Anlauf, Vier Bären (1981), Eisenguss – Moabiter Brücke (Ersatz für vier Bären von Begas, Boese, Götz und Piper von 1894, die im Zweiten Weltkrieg entfernt, vermutlich eingeschmolzen wurden)
- August Jäkel, vier Darstellungen von Szenen aus Dramen von Lessing (1983), Bronzereliefs – auf den Schmuckpfeilern der Lessingbrücke (Nachbildungen der Reliefs von Otto Lessing, die im Zweiten Weltkrieg eingeschmolzen wurden)
- Georg Seibert, Erinnerung (1986), Cortenstahl – Siegmunds Hof 11 (erinnert an die Israelitische Synagogen-Gemeinde Adass Jisroel, bildet mit der Gedenkstele von 1998 ein Ensemble)
- Rolf Lieberknecht, Stab und Scheibe 2 (1989), Edelstahl – Cuxhavener Straße 14
- Helmuth Uhrig, Wassertreppe (1997), farbig gefasster Beton – Altonaer Straße 1
- Gedenkstele für die Israelitische Synagogen-Gemeinde Adass Jisroel (1998), Cortenstahl – Siegmunds Hof 11

### Galerie

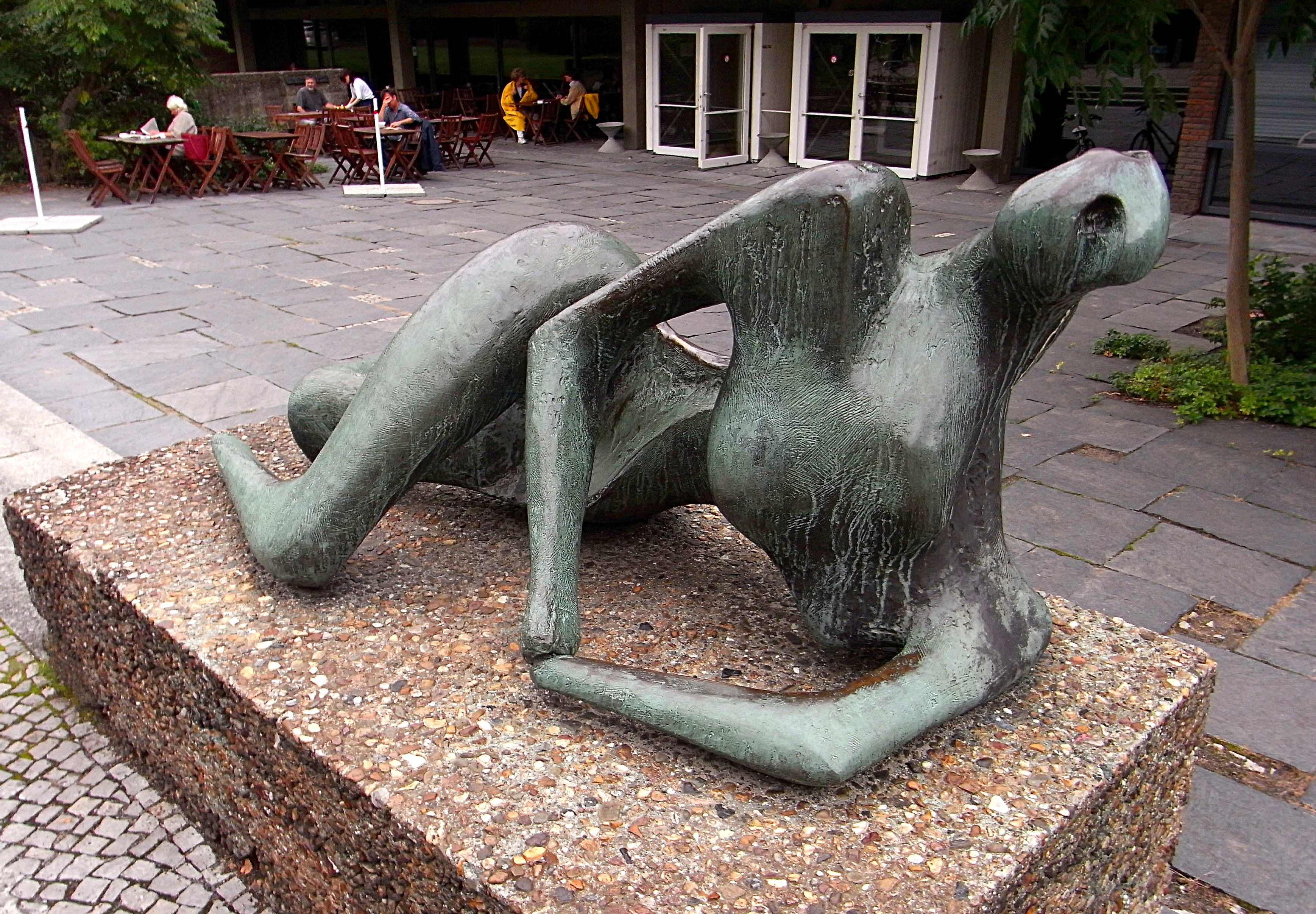
Henry Moore: Liegende (1956), Hanseatenweg 10
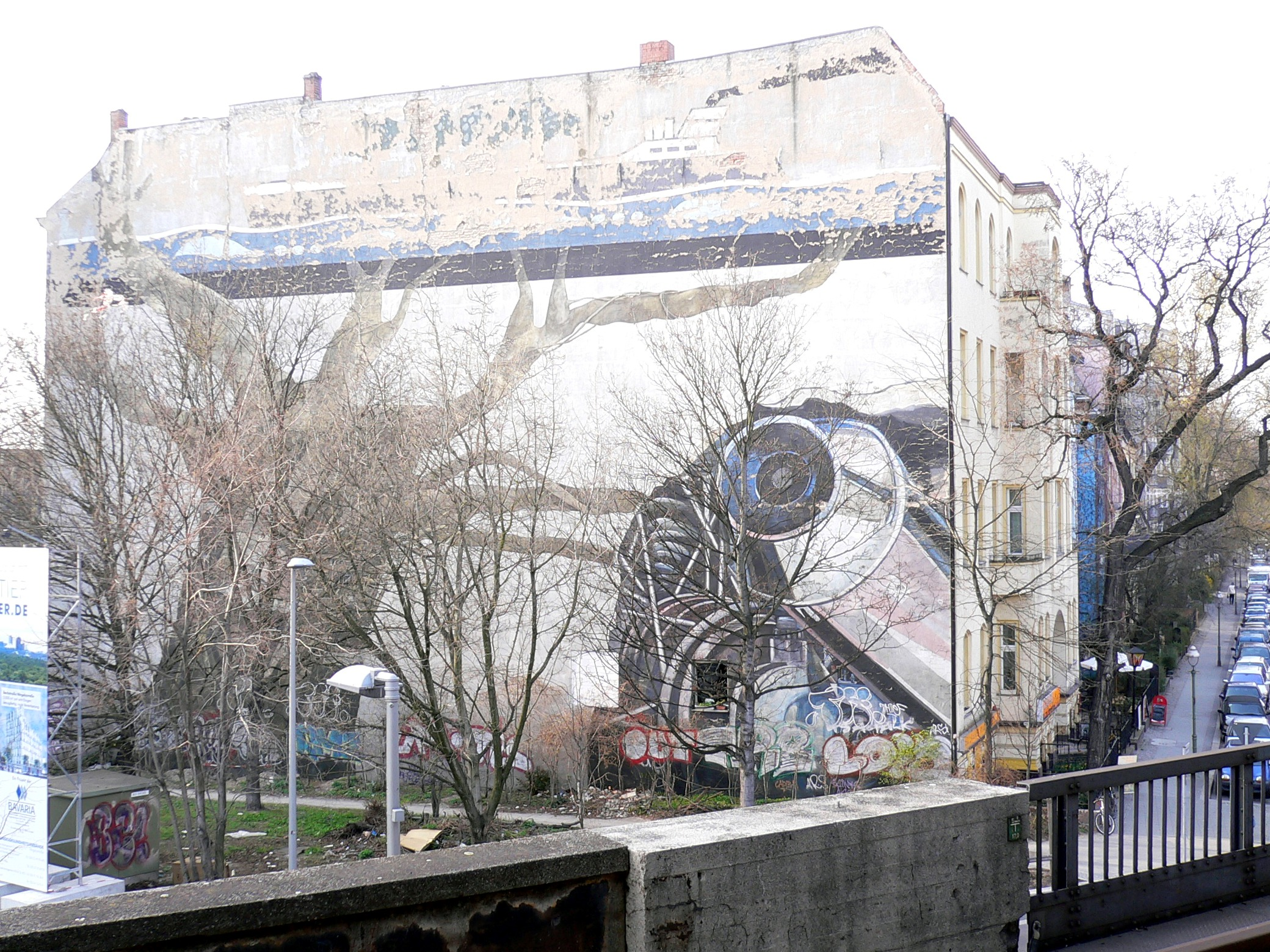
Ben Wagin: Der Weltbaum (1975), Siegmunds Hof 21
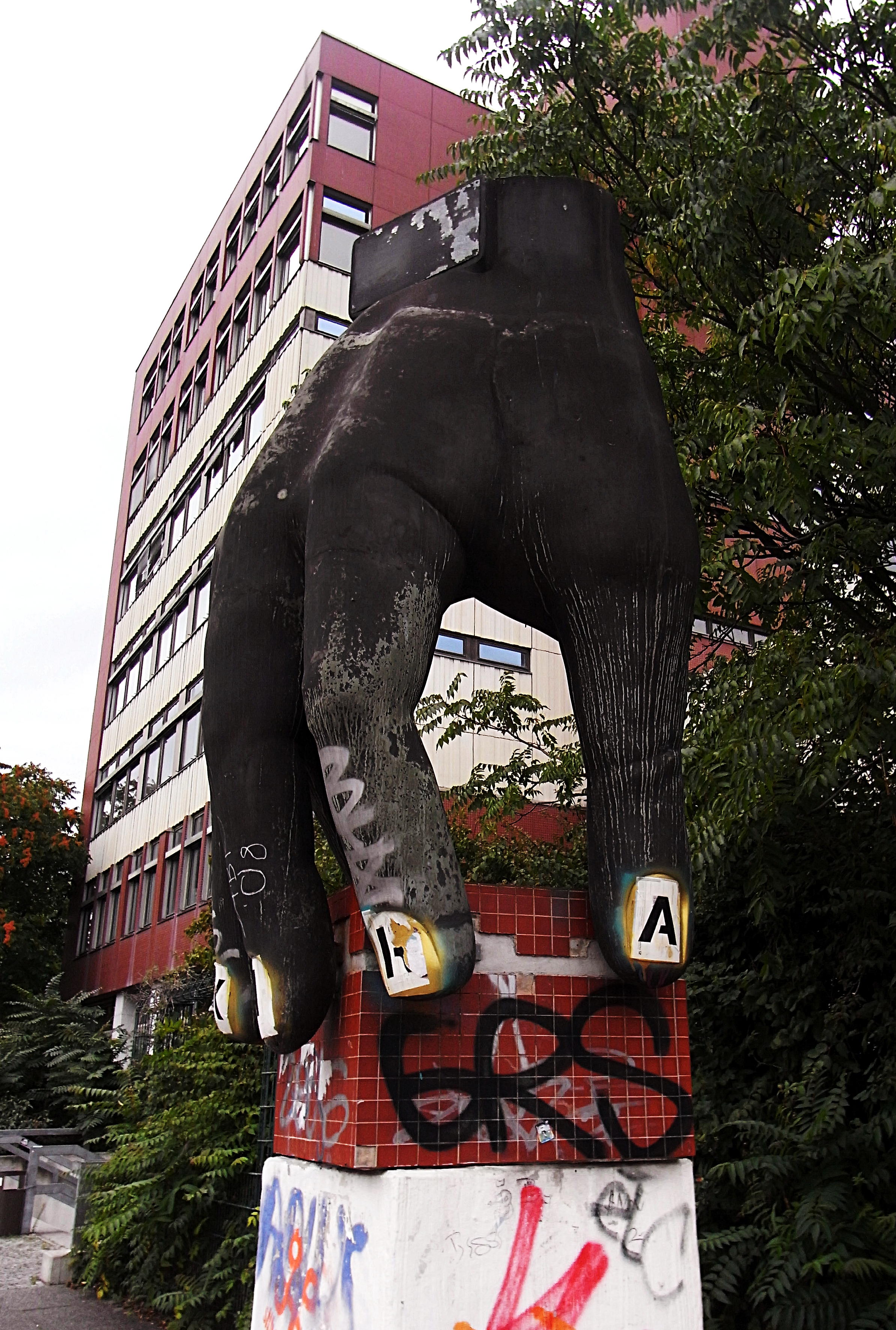
Joachim Schmettau: Hand mit Uhr (1975), Altonaer Straße 25
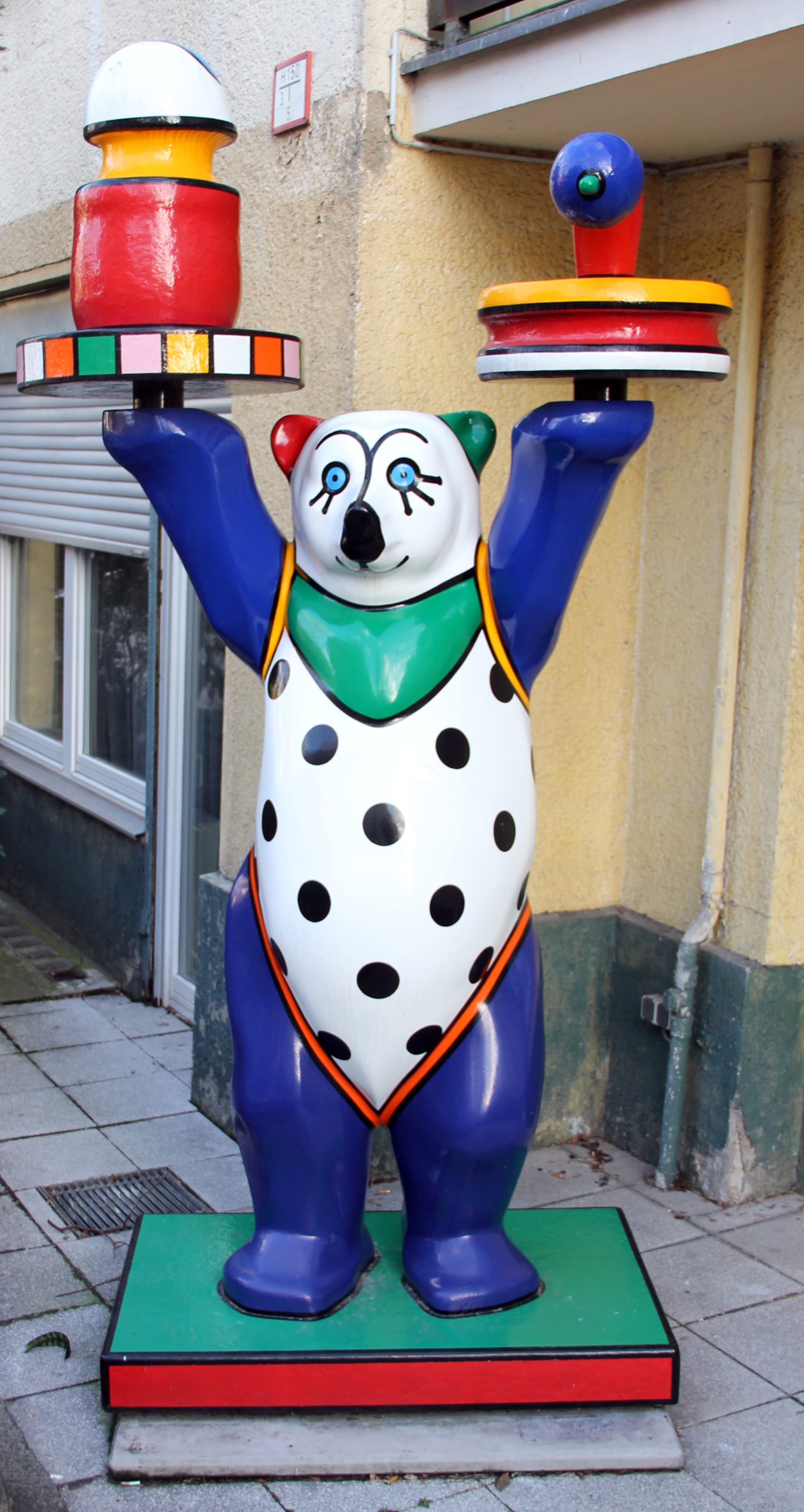
Buddy Bär von Otmar Alt in der Flotowstraße 6

## Verkehr

### Öffentlicher Nahverkehr
Der Ortsteil Hansaviertel wird von der U-Bahn unterfahren und von der Stadtbahn durchquert.
S-Bahn
- Bahnhöfe Bellevue und Tiergarten (Linien S3, S5, S7 und S9)

U-Bahn
- Bahnhof Hansaplatz (Linie U9)

Busverkehr
- Linie 106 der BVG

### Individualverkehr
Für den Autoverkehr sind die wichtigsten Verkehrsachsen des Ortsteils die Altonaer Straße sowie die Bachstraße und die Lessingstraße.
- Die Altonaer Straße verbindet den nahegelegenen Großen Stern (Siegessäule) im Ortsteil Tiergarten in nordwestlicher Richtung mit dem Ortsteil Moabit; sie teilt die im Rahmen der Interbau errichtete Mustersiedlung in einen nördlichen und einen südlichen Bereich und führt mit der Hansabrücke über die Spree.
- Die Bach- und die Lessingstraße verbinden die an das Viertel angrenzende Straße des 17. Juni (Ortsteile Charlottenburg und Tiergarten) in nordöstlicher Richtung mit dem Ortsteil Moabit; sie verläuft als Bachstraße aus Richtung der Straße des 17. Juni anfangs parallel zur Stadtbahntrasse, wird nach der Kreuzung mit der Altonaer Straße als Lessingstraße fortgesetzt und führt mit der Lessingbrücke über die Spree.

### Schiffsverkehr
Das Hansaviertel wird von verschiedenen Fahrgastschiffen angefahren (Anlegestelle Hansabrücke).

### Brücken

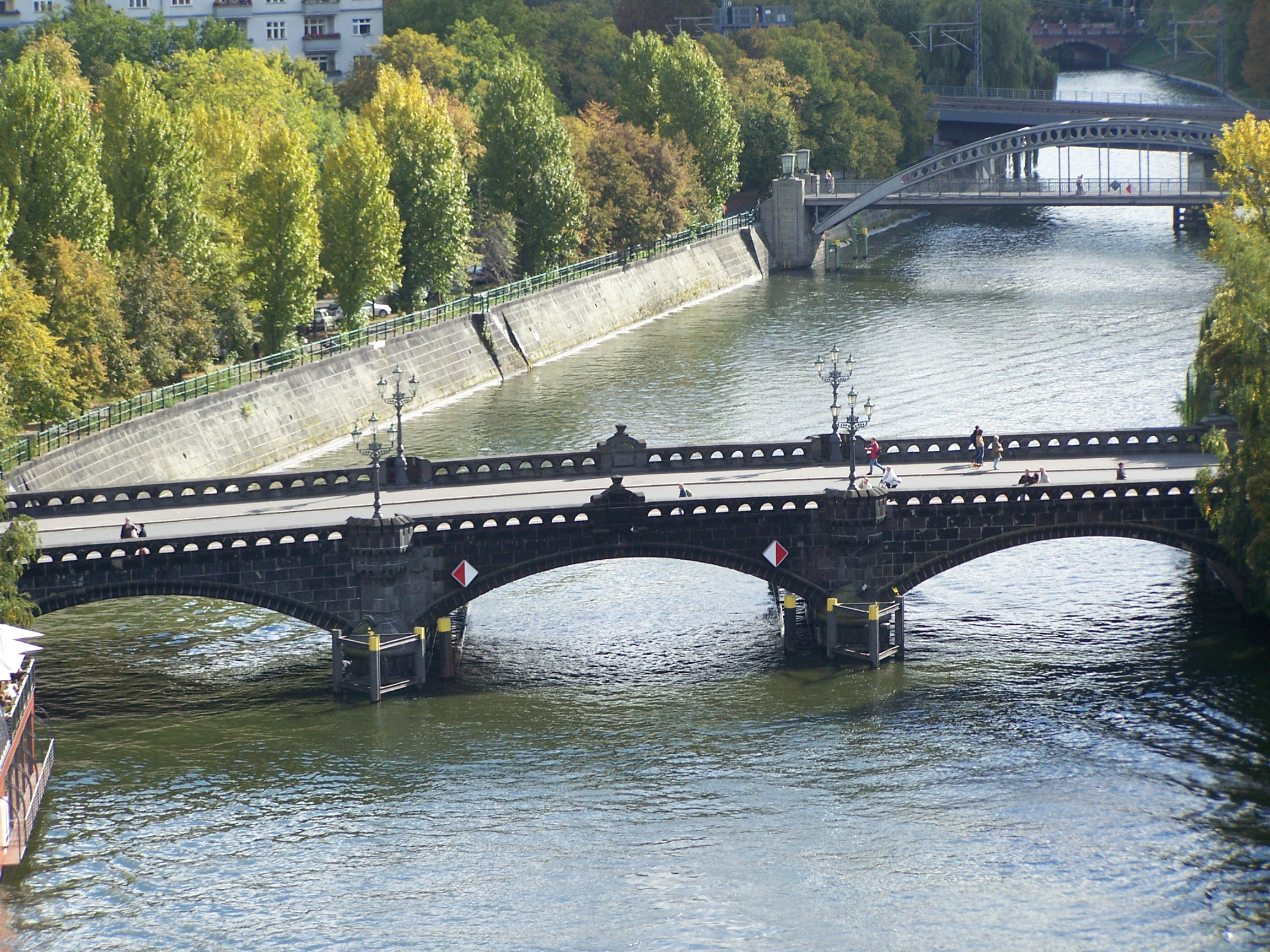
Moabiter Brücke

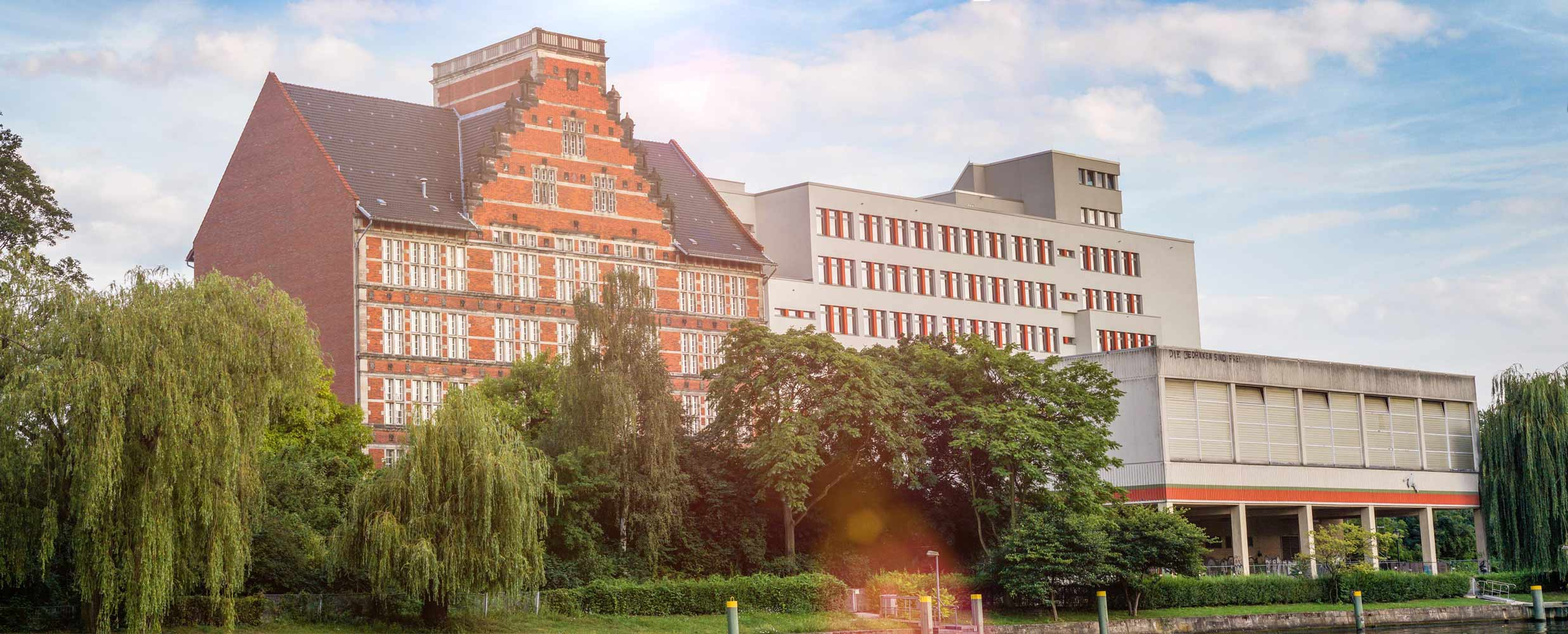
Gymnasium Tiergarten

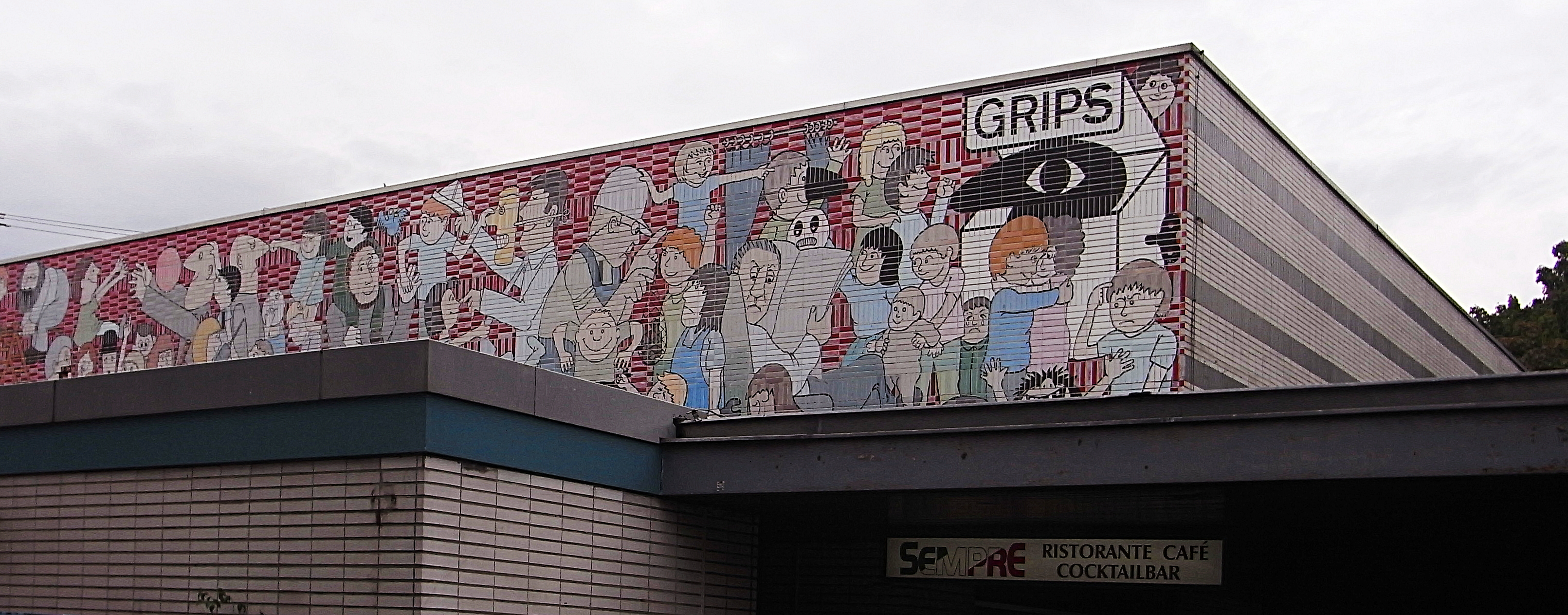
Grips-Theater am Hansaplatz

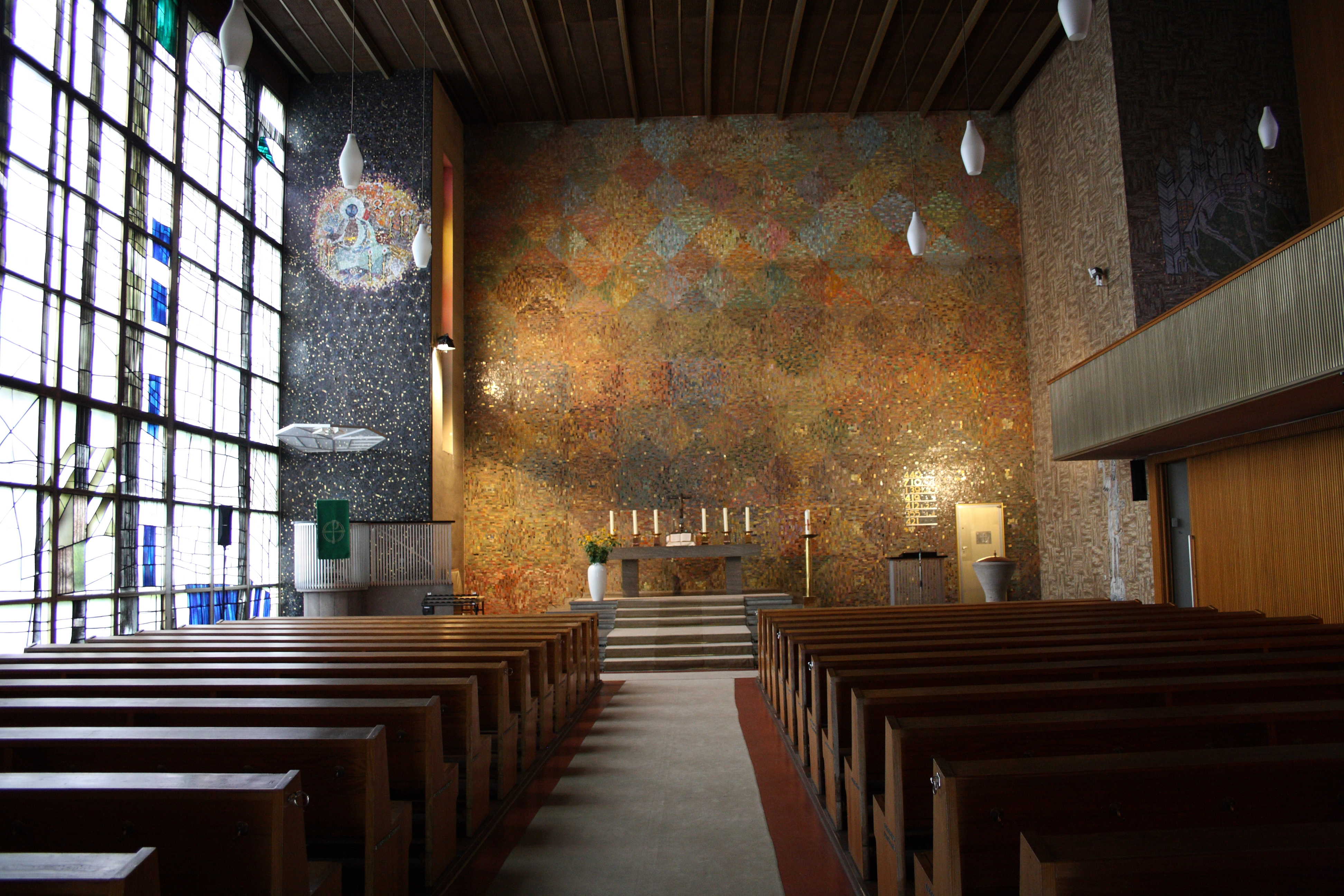
Kapelle im Neubau der Kaiser-Friedrich-Gedächtniskirche

Der Ortsteil Hansaviertel ist vom Ortsteil Moabit durch die Spree getrennt, die Verbindung wird durch eine Reihe von Brücken hergestellt. Folgt man der Spree flussabwärts, sind dies
- Brücke der Stadtbahn
- Gerickesteg
- Moabiter Brücke
- Lessingbrücke
- Hansabrücke; 1894 als Holzbrücke errichtet, 1909–1910 durch eine Steinbrücke von Bruno Möhring ersetzt, 1953 erneuert
- Fußgängerbrücke Wullenwebersteg; sie wurde 1956–1957 gebaut und soll an den hanseatischen Bürgermeister Jürgen Wullenwever erinnern; früher stand hier die Achenbachbrücke, über die der Autoverkehr führte.

## Öffentliche Einrichtungen (Auswahl)

### Schulen
Die 13. Realschule für Knaben wurde 1901/1902 fertiggestellt, die einzige öffentliche Schule des Hansa-Viertels und eines der Gebäude, die erhalten geblieben sind. Das Haus stand am Schleswiger Ufer 9, nach einer amtlichen Umnummerierung Nr. 14, heute hat es die Adresse Altonaer Straße 26. Das nach Plänen von Ludwig Hoffmann und Vinzent von Dylewski errichtete Gebäude ist im Stil der norddeutschen Renaissance gestaltet; über einem Tuffsteinsockel erhebt sich ein viergeschossiges Gebäude in rotem Rathenower Backstein mit Sandsteingliederungen.
Die Schule wurden überwiegend von Jungen aus Moabit besucht, Bewohner des Hansa-Viertels schickten ihre Söhne meist auf Gymnasien oder Privatschulen. 1920 erhielt die Schule den Namen Menzel-Schule, ab 1929 wurde sie durch Erweiterung um drei Klassenstufen zu einer Oberrealschule ausgebaut. Die im Jahr 1937 durchgeführte Schulreform machte sie Deutschen Oberschule für Knaben. 1939–1940 wurde das Gebäude von Militärbehörden genutzt, 1940 zogen hier die 20. Volksschule und ein Notkrankenhaus ein.
Im August 2012 ging aus einer Fusion der Menzelschule mit dem Heinrich-von-Kleist-Gymnasium das Gymnasium Tiergarten im selben Gebäude hervor.
- Hansa-Grundschule, Lessingstraße 5
- Gymnasium Tiergarten, Altonaer Straße 26

### Kindertagesstätten
- Holsteiner Ufer 12, Träger: Kindergärten City, Eigenbetrieb des Landes Berlin
- Klopstockstraße 1, Träger: Kinderstube in Berlin, gGmbH
- Klopstockstraße 29, Träger: Kinder in Bewegung, gGmbH
- Siegmunds Hof 17, Träger: Studentenwerk Berlin, AdöR

### Kultureinrichtungen
- Hansabibliothek, Altonaer Straße 15, Stadtteilbibliothek des Bezirks Mitte. Zur Nutzung gelten strenge Denkmalschutzauflagen, die auf Festlegungen des Architekten zurückgehen.[24]
- West-Berliner Akademie der Künste – Hauptsitz der Akademie der Künste 1960–2005, Hanseatenweg 10, Ausstellungsflächen, Theater- und Vortragssaal, Verwaltungsgebäude der Akademie
- Bürgerverein Hansaviertel, Informationsbüro im Weinladen am Hansaplatz, Bartningallee 5
- Grips Theater, Altonaer Straße 22
- Galerie Bellevue, Flensburger Straße 11–13
- Bachstraße, Stadtbahnbogen 475 (wechselnde Clubs über die Jahre, z. B. Founana, Tam-Tam, Rent-A-Club)

### Konfessionelle Einrichtungen
- Kaiser-Friedrich-Gedächtnis-Kirchengemeinde, Händelallee 20
- Meerbaum-Haus der Kaiser-Friedrich-Gedächtnis-Kirchengemeinde, Siegmunds Hof 20
- Pfarrkirche St. Ansgar der römisch-katholischen Pfarrgemeinde St. Laurentius Berlin-Mitte, Klopstockstraße 31

## Persönlichkeiten
Nach Namen alphabetisch und Angabe der Adresse
- Leo Arons, Physiker und sozialdemokratischer Kommunalpolitiker – Brückenallee 3
- Hans Baluschek, Maler, Grafiker und Schriftsteller – Klopstockstraße 24 (erstes Jahrzehnt des 20. Jahrhunderts)
- Alice Berend, Schriftstellerin – Schleswiger Ufer 15
- Werner Beumelburg, Schriftsteller – Brückenallee 5 (1940er Jahre)
- August Bier, Chirurg – Lessingstraße 1 Ecke Händelallee (1907–1931)
- Dietrich Bonhoeffer, Theologe – Brückenallee 5 (1912–1917)
- Eugen Bracht, Maler – Siegmunds Hof 11 (Atelier)

- Lovis Corinth, Maler und Grafiker – Klopstockstraße 48 (früher Nr. 52, in den Jahren 1901–1925), Atelier zeitweise auch Händelstraße 4
- Maly Delschaft, Schauspielerin – Lessingstraße 15
- Robert Dohme, Kunsthistoriker, und seine Frau Emma – Händelstraße 1 (Villa Dohme, 1890/1891, Architekt Ernst Ihne)
- Hermann Ende, Architekt – Siegmunds Hof 22 (Villa Ende, erste Hälfte des 19. Jahrhunderts)
- Botho zu Eulenburg, preußischer Ministerpräsident und Innenminister – Brückenallee 2
- Philipp Franck, Maler und Grafiker – Klopstockstraße 24
- Agnes Freund, Schauspielerin – Altonaer Straße 6 (um 1900)
- Ilse Fürstenberg, Schauspielerin – Klopstockstraße 51 (1940er Jahre)
- Heinrich George, Schauspieler, Intendant, Regisseur – Klopstockstraße 52 (früher Nr. 48, zu Anfang seiner 1921 beginnenden Berliner Jahre)
- Albrecht von Graefe, Professor für Augenheilkunde – Villa Finkenherd, westlich der heutigen Kaiser-Friedrich-Gedächtniskirche (1828 hier geboren)
- Alexander Granach, Schauspieler – Cuxhavener Straße 2 (1920er Jahre)
- Walter de Gruyter, Buchhändler und Verleger – Brückenallee 9 (um 1900)
- Paul Haase, Maler, Zeichner und Karikaturist – Cuxhavener Straße 6 (um 1900)
- Carl Hamel, Arzt, Präsident des Reichsgesundheitsamtes – Klopstockstraße 18 (Dienstwohnung im hier befindlichen Gesundheitsamt 1926–1933)
- Felix Hartlaub, Schriftsteller – Holsteiner Ufer (1930er Jahre)
- Else Hertzer, Malerin, Grafikerin – Altonaer Straße 11 (1909–1943), Dortmunder Straße 7 (1943–1978)
- Emma Herwegh, Tochter von Gottfried Siegmund, verheiratet mit dem Schriftsteller Georg Herwegh – Siegmunds Hof (1817 bis etwa 1843)
- Paul Hofmann (auch Hoffmann), Lagerkommandant des KZ Majdanek[26] – Lessingstraße 33, im Haus von Nelly Sachs (1930er Jahre bis 1943)
- Hermann Hosaeus, Bildhauer und Medailleur – Siegmunds Hof 11 (Atelier)
- Mathilde Jacob, Sekretärin von Rosa Luxemburg – Altonaer Straße 11, Gartenhaus
- Gerhard Janensch, Bildhauer – Siegmunds Hof 11 (Atelier)
- Gustav Kadelburg, Schauspieler, Regisseur – Brückenallee 36 (seit etwa 1900)
- Arthur Kampf, Maler und Grafiker – Siegmunds Hof 11 (Atelier)
- Alfred Kantorowicz, Schriftsteller, Literaturhistoriker – Holsteiner Ufer 24 (Kinderjahre ab 1899)
- Alfred Kerr, Theaterkritiker – Holsteiner Ufer 17 (um die Wende zum 20. Jahrhundert)

- Käthe Kollwitz, Grafikerin und Bildhauerin – Siegmunds Hof 11 (Atelier)
- Else Lasker-Schüler, Schriftstellerin und Grafikerin – Brückenallee 16 (1890er Jahre), Atelier: Brückenallee 22
- Hugo Lederer, Bildhauer, Maler – Siegmunds Hof 11 (Atelier und Wohnung)
- Else Lehmann, Schauspielerin – Bachstraße 10
- Walter Leistikow, Maler – Klopstockstraße 48 (früher Nr. 52, 1890er Jahre bis 1901)
- Wladimir Iljitsch Lenin, Politiker – Flensburger Straße 22 (früher Nr. 12, 1895), Klopstockstraße 22 (1912, illegaler Aufenthalt)
- Josephine Levy-Rathenau, Berufsberaterin und Sozialarbeiterin – Brückenallee 33 (1900–1921)
- Rosa Luxemburg, Politikerin – Cuxhavener Straße 2 Ecke Klopstockstraße (1898–1899)
- Ludwig Marcuse, Literaturkritiker, Philosoph und Journalist – Bachstraße 10 (1900–1925)
- Richard May, Journalist, Schriftsteller – Lessingstraße 37 (1911–1915)
- Hannah von Mettal, Übersetzerin von James Joyce’ Drama Verbannte (Exiles) – Lessingstraße 39 (1925)
- Helmuth James Graf von Moltke, Rittergutsbesitzer, Jurist – Brückenallee 35 (1938)
- Georg Müller-Breslau, Maler – Brückenallee 38 (während seiner Berliner Jahre 1885–1891)
- Albert Neuhaus, Reichsminister – Lessingstraße 1, später Brückenallee 1
- Konstantin von Neurath (1873–1956), Politiker (NSDAP) – Klopstockstraße 22 (früher Nr. 24, etwa Anfang der 1930er Jahre)
- Georg von Ompteda, Schriftsteller – Siegmunds Hof 15 (seit etwa 1900)
- Hermann Joachim Pagels (Bildhauer) – Siegmunds Hof 11[7]
- Reinhold Persius, Architekt, Denkmalpfleger – Brückenallee 5
- Franz Porten, Sänger, Filmregisseur – Lessingstraße 33 (um 1900)
- Max Reinhardt, Schauspieler, Regisseur, Intendant – Claudiusstraße 6 (1896–1900)
- Hans Reiter, Bakteriologe, Hygieniker, Präsident des Reichsgesundheitsamts – Klopstockstraße 18, Dienstwohnung im hier befindlichen Gesundheitsamt (1933–1942)
- Werner von Rheinbaben, Politiker, Diplomat und Publizist – Brückenallee 35 (1930er Jahre)
- Nelly Sachs, Schriftstellerin und Lyrikerin – Siegmunds Hof 16 (1911–1930), Lessingstraße 33 (früher Nr. 37, 1930–1940)
- Hans Hermann Schaufuß, Schauspieler – Brückenallee 7
- Wilhelm Scherer, Germanist – Lessingstraße 51 (früher Nr. 56)
- Walther Schmarje, Bildhauer – Siegmunds Hof 11 (Atelier)
- Werner Scholem, Politiker – Klopstockstraße 7, Gartenhaus
- Hans von Seeckt, Generaloberst – Brückenallee 35 (1930er Jahre)
- Johann Gottfried Siegmund, Kaufmann und Bankier – Siegmunds Hof (etwa 1830–1865)
- Carl Sternheim, Dramatiker und Autor von Erzählungen – Brückenallee 30 und Altonaer Straße 28 (Kinder- und Jugendjahre, Altonaer Straße ab 1894)
- Hermann Struck, Maler und Grafiker – Brückenallee 33
- Gabriele Tergit, Schriftstellerin und Journalistin – Siegmunds Hof 22 (1928–1933)
- Paul Thumann, Illustrator und Porträtmaler – Siegmunds Hof 11 (Atelier)
- Ernst Toller, Schriftsteller und Politiker – Altonaer Straße 4
- Kurt Tucholsky, Schriftsteller – Holsteiner Ufer 46 (frühe Kinderjahre 1892/1893)
- Johannes Vollmer, Architekt – Händelstraße 20
- Adolph Wagner, Ökonom und Finanzwissenschaftler – Lessingstraße 51 (1886–1917)
- Pamela Wedekind, Schauspielerin, Sängerin, Übersetzerin – Lessingstraße 50 (seit den 1930er Jahren)
- Ernst Wenck, Bildhauer – Siegmunds Hof 11 (Atelier)[7]

## Filme
- Berlin–Hansaviertel. Die „Stadt von Morgen“ wird 50. Dokumentarfilm, 2007, 45 min, Film von Felix Oehler, Produktion: RBB, Erstausstrahlung: 31. Mai 2007.[27]
- Filmreihe der AdK, Juni 2007: die stadt von morgen – Beiträge zu einer Archäologie des Hansaviertels Berlin.[28][29]
- Leben in der Stadt von morgen Dokumentarfilm, 2007, 96 min, Film von Marian Engel, mit Video-Ausschnitt.[30]